# Spanyolország a 2012. évi nyári olimpiai játékokon
Spanyolország a nagy-britanniai Londonban megrendezett 2012. évi nyári olimpiai játékok egyik részt vevő nemzete volt. Az országot az olimpián 27 sportágban 279 sportoló képviselte, akik összesen 18 érmet szereztek.

## Érmesek
| Érem  | Versenyző | Sportág       | Versenyszám             |
| ----- | --- | ------------- | ----------------------- |
| Arany | Joel González | Taekwondo     | Férfi légsúly           |
| Arany | Marina Alabau | Vitorlázás    | Női szörfvitorlázás     |
| Arany | Támara Echegoyen Sofia Prieto Ángela Pumariega | Vitorlázás    | Női elliott 6 méteres   |
| Ezüst | Saúl Craviotto | Kajak-kenu    | Férfi kajak egyes 200 m |
| Ezüst | David Cal | Kajak-kenu    | Férfi kenu egyes 1000 m |
| Ezüst | Nemzeti válogatott José Calderón Juan Carlos Navarro Víctor Claver Rudy Fernández Marc Gasol Pau Gasol Serge Ibaka Sergio Llull Felipe Reyes Sergio Rodríguez Víctor Sada Fernando San Emeterio                                            | Kosárlabda    | Férfi                   |
| Ezüst | Ona Carbonell Andrea Fuentes | Szinkronúszás | Páros                   |
| Ezüst | Nicolás García | Taekwondo     | Férfi váltósúly         |
| Ezüst | Brigitte Yagüe | Taekwondo     | Női légsúly             |
| Ezüst | Francisco Gómez | Triatlon      | Férfi                   |
| Ezüst | Mireia Belmonte | Úszás         | Női 200 m pillangó      |
| Ezüst | Mireia Belmonte | Úszás         | Női 800 m gyors         |
| Ezüst | Nemzeti válogatott Marta Bach Andrea Blas Ana Copado Anni Espar Laura Ester María García Godoy Laura López Ona Meseguer Lorena Miranda Matilde Ortiz Jennifer Pareja María del Pilar Peña Roser Tarragó                                    | Vízilabda     | Női                     |
| Bronz | Maider Unda | Birkózás      | Női szabadfogás, 72 kg  |
| Bronz | Maialen Chourraut | Kajak-kenu    | Női szlalom kajak egyes |
| Bronz | Macarena Aguilar Nely Carla Alberto Jessica Alonso Vanessa Amorós Andrea Barnó Mihaela Ciobanu Verónica Cuadrado Patricia Elorza Beatriz Fernández Begoña Fernández Marta López Marta Mangué Carmen Martín Silvia Navarro Elisabeth Pinedo | Kézilabda     | Női                     |
| Bronz | Clara Basiana Alba Cabello Ona Carbonell Margalida Crespí Andrea Fuentes Thaïs Henríquez Paula Klamburg Irene Montrucchio Laia Pons | Szinkronúszás | Csapat                  |
| Bronz | Alfonso Benavides | Kajak-kenu    | Férfi kenu egyes 200 m  |
| Bronz | Ruth Beitia | Atlétika      | Női magasugrás          |

## Asztalitenisz
Férfi
| Versenyző      | Versenyszám | Selejtező         | 64-es főtábla                                            | 48-as főtábla                                                 | 32-es főtábla                                            | Nyolcaddöntő      | Negyeddöntő       | Elődöntő          | Döntő             | Helyezés |
| Versenyző      | Versenyszám | Ellenfél Eredmény | Ellenfél Eredmény                                        | Ellenfél Eredmény                                             | Ellenfél Eredmény                                        | Ellenfél Eredmény | Ellenfél Eredmény | Ellenfél Eredmény | Ellenfél Eredmény | Helyezés |
| -------------- | ----------- | ----------------- | -------------------------------------------------------- | ------------------------------------------------------------- | -------------------------------------------------------- | ----------------- | ----------------- | ----------------- | ----------------- | -------- |
| Zhiwen He      | Egyes       | erőnyerő          | erőnyerő                                                 | Zengyi Wang (POL) · 8-11, 9-11, 7-11, 11-8, 11-3, 11-5, 14-12 | Adrian Crişan (ROU) · 11-5, 8-11, 5-11, 11-9, 8-11, 9-11 | kiesett           | kiesett           | kiesett           | kiesett           | 17.      |
| Carlos Machado | Egyes       | erőnyerő          | Quadri Aruna (NGR) · 11-6, 6-11, 11-3, 11-13, 8-11, 6-11 | kiesett                                                       | kiesett                                                  | kiesett           | kiesett           | kiesett           | kiesett           | 49.      |

Női
| Versenyző                             | Versenyszám | Selejtező         | 64-es főtábla                                    | 48-as főtábla                                            | 32-es főtábla                         | Nyolcaddöntő                                        | Negyeddöntő       | Elődöntő          | Döntő             | Helyezés |
| Versenyző                             | Versenyszám | Ellenfél Eredmény | Ellenfél Eredmény                                | Ellenfél Eredmény                                        | Ellenfél Eredmény                     | Ellenfél Eredmény                                   | Ellenfél Eredmény | Ellenfél Eredmény | Ellenfél Eredmény | Helyezés |
| ------------------------------------- | ----------- | ----------------- | ------------------------------------------------ | -------------------------------------------------------- | ------------------------------------- | --------------------------------------------------- | ----------------- | ----------------- | ----------------- | -------- |
| Sara Ramírez                          | Egyes       | erőnyerő          | Ankita Dász (IND) · 11-9, 11-8, 11-7, 8-11, 11-2 | Marharita Peszocka (UKR) · 7-11, 9-11, 11-8, 11-13, 6-11 | kiesett                               | kiesett                                             | kiesett           | kiesett           | kiesett           | 33.      |
| Yanfei Shen                           | Egyes       | erőnyerő          | erőnyerő                                         | erőnyerő                                                 | Xue Li (FRA) · 11-5, 11-2, 11-8, 11-3 | Kim Gjonga (KOR) · 8-11, 9-11, 6-11, 11-9, 7-11     | kiesett           | kiesett           | kiesett           | 9.       |
| Galia Dvorak Sara Ramírez Yanfei Shen | Csapat      |                   |                                                  |                                                          |                                       | Kína (CHN) · Li Xiaoxia · Ding Ning · Guo Yue · 0-3 | kiesett           | kiesett           | kiesett           | 9.       |

## Atlétika
Férfi
| Versenyző             | Versenyszám     | Selejtező | Selejtező | Selejtező | Előfutam      | Előfutam      | Előfutam      | Elődöntő | Elődöntő | Elődöntő | Döntő         | Döntő         |
| Versenyző             | Versenyszám     | Idő       | Hely.     | Össz.     | Idő           | Hely.         | Össz.         | Idő      | Hely.    | Össz.    | Idő           | Helyezés      |
| --------------------- | --------------- | --------- | --------- | --------- | ------------- | ------------- | ------------- | -------- | -------- | -------- | ------------- | ------------- |
| Ángel David Rodríguez | 100 m           | kiemelt   | kiemelt   | kiemelt   | 10,34         | 5.            | 37.           | kiesett  | kiesett  | kiesett  | kiesett       | kiesett       |
| Kevin López           | 800 m           |           |           |           | 1:48,27       | 3.            | 34.           | 1:46,66  | 6.       | 20.      | kiesett       | kiesett       |
| Luis Alberto Marco    | 800 m           |           |           |           | 1:46,86       | 3.            | 20.           | 1:46,19  | 6.       | 18.      | kiesett       | kiesett       |
| Antonio Reina         | 800 m           |           |           |           | 1:47,44       | 3.            | 28.           | 1:45,84  | 6.       | 15.      | kiesett       | kiesett       |
| David Bustos          | 1500 m          |           |           |           | 3:41,34       | 8.            | 23.           | kiesett  | kiesett  | kiesett  | kiesett       | kiesett       |
| Álvaro Rodríguez      | 1500 m          |           |           |           | 3:41,54       | 12.           | 28.           | kiesett  | kiesett  | kiesett  | kiesett       | kiesett       |
| Diego Ruíz            | 1500 m          |           |           |           | 3:41,52       | 7.            | 27.           | kiesett  | kiesett  | kiesett  | kiesett       | kiesett       |
| Ayad Lamdassem        | 10 000 m        |           |           |           |               |               |               |          |          |          | 28:49,85      | 23.           |
| Jackson Quiñónez      | 110 m gát       |           |           |           | 13,76         | 4.            | 34.           | kiesett  | kiesett  | kiesett  | kiesett       | kiesett       |
| Víctor García         | 3000 m akadály  |           |           |           | nem ért célba | nem ért célba | nem ért célba |          |          |          | kiesett       | kiesett       |
| Abdel Aziz Merzougui  | 3000 m akadály  |           |           |           | 8:58,20       | 12.           | 37.           |          |          |          | kiesett       | kiesett       |
| Ángel Mullera         | 3000 m akadály  |           |           |           | 8:38,07       | 11.           | 30.           |          |          |          | kiesett       | kiesett       |
| Carles Castillejo     | Maraton         |           |           |           |               |               |               |          |          |          | 2:16:17       | 24.           |
| Ignacio Cáceres       | Maraton         |           |           |           |               |               |               |          |          |          | 2:17:11       | 31.           |
| José Carlos Hernández | Maraton         |           |           |           |               |               |               |          |          |          | 2:17:48       | 34.           |
| Miguel Ángel López    | 20 km gyaloglás |           |           |           |               |               |               |          |          |          | 1:19:49       | 5.            |
| Álvaro Martín         | 20 km gyaloglás |           |           |           |               |               |               |          |          |          | nem ért célba | nem ért célba |
| Jesús Ángel García    | 50 km gyaloglás |           |           |           |               |               |               |          |          |          | 3:48:32       | 20.           |
| Mikel Odriozola       | 50 km gyaloglás |           |           |           |               |               |               |          |          |          | 4:02:48       | 42.           |
| Benjamín Sánchez      | 50 km gyaloglás |           |           |           |               |               |               |          |          |          | 4:14:40       | 50.           |

| Versenyző         | Versenyszám   | Selejtező                | Selejtező                | Döntő    | Döntő    |
| Versenyző         | Versenyszám   | Eredmény                 | Helyezés                 | Eredmény | Helyezés |
| ----------------- | ------------- | ------------------------ | ------------------------ | -------- | -------- |
| Igor Bychkov      | Rúdugrás      | 550 cm                   | 9.*                      | 550 cm   | 12.      |
| Eusebio Cáceres   | Távolugrás    | 792 cm                   | 14.                      | kiesett  | kiesett  |
| Luis Felipe Méliz | Távolugrás    | érvényes kísérlet nélkül | érvényes kísérlet nélkül | kiesett  | kiesett  |
| Borja Vivas       | Súlylökés     | 18,88 m                  | 31.                      | kiesett  | kiesett  |
| Frank Casañas     | Diszkoszvetés | 63,76 m                  | 11.                      | 65,56 m  | 7.       |
| Mario Pestano     | Diszkoszvetés | 63,40 m                  | 14.                      | kiesett  | kiesett  |
| Javier Cienfuegos | Kalapácsvetés | 73,73 m                  | 16.                      | kiesett  | kiesett  |

Női
| Versenyző          | Versenyszám     | Előfutam | Előfutam | Előfutam | Elődöntő | Elődöntő | Elődöntő | Döntő   | Döntő    |
| Versenyző          | Versenyszám     | Idő      | Hely.    | Össz.    | Idő      | Hely.    | Össz.    | Idő     | Helyezés |
| ------------------ | --------------- | -------- | -------- | -------- | -------- | -------- | -------- | ------- | -------- |
| Aauri Bokesa       | 400 m           | 53,67    | 6.       | 35.      | kiesett  | kiesett  | kiesett  | kiesett | kiesett  |
| Nuría Fernández    | 1500 m          | 4:13,72  | 4.       | 30.      | 4:06,57  | 10.      | 21.      | kiesett | kiesett  |
| Isabel Macías      | 1500 m          | 4:13,07  | 12.      | 25.      | kiesett  | kiesett  | kiesett  | kiesett | kiesett  |
| Natalia Rodríguez  | 1500 m          | 4:16,18  | 14.      | 37.      | kiesett  | kiesett  | kiesett  | kiesett | kiesett  |
| Judit Plá          | 5000 m          | 15:20,39 | 12.      | 25.      |          |          |          | kiesett | kiesett  |
| Marta Domínguez    | 3000 m akadály  | 9:29,71  | 4.       | 13.      |          |          |          | 9:36,45 | 12.      |
| Diana Martín       | 3000 m akadály  | 9:35,77  | 8.       | 21.      |          |          |          | kiesett | kiesett  |
| Alessandra Aguilar | Maraton         |          |          |          |          |          |          | 2:29:19 | 26.      |
| María Elena Espeso | Maraton         |          |          |          |          |          |          | 2:36:12 | 61.      |
| Vanessa Veiga      | Maraton         |          |          |          |          |          |          | 2:46:53 | 97.      |
| Beatriz Pascual    | 20 km gyaloglás |          |          |          |          |          |          | 1:27:56 | 8.       |
| María José Povés   | 20 km gyaloglás |          |          |          |          |          |          | 1:29:36 | 12.      |
| María Vascó        | 20 km gyaloglás |          |          |          |          |          |          | 1:28:14 | 10.      |

| Versenyző           | Versenyszám   | Selejtező | Selejtező | Döntő    | Döntő    |
| Versenyző           | Versenyszám   | Eredmény  | Helyezés  | Eredmény | Helyezés |
| ------------------- | ------------- | --------- | --------- | -------- | -------- |
| Ruth Beitia         | Magasugrás    | 193 cm    | 6.**      | 200 cm   |          |
| Concepción Montaner | Távolugrás    | 630 cm    | 19.       | kiesett  | kiesett  |
| Patricia Sarrapio   | Hármasugrás   | 13,64 m   | 26.       | kiesett  | kiesett  |
| Ursula Ruíz         | Súlylökés     | 17,99 m   | 16.       | kiesett  | kiesett  |
| Berta Castells      | Kalapácsvetés | 68,41 m   | 21.       | kiesett  | kiesett  |
| Nora Aída Bicet     | Gerelyhajítás | 57,77 m   | 25.       | kiesett  | kiesett  |

* - öt másik versenyzővel azonos eredményt ért el

** - hat másik versenyzővel azonos eredményt ért el

## Birkózás

### Női
Szabadfogású
| Versenyző   | Versenyszám | Selejtező         | Nyolcaddöntő                   | Negyeddöntő                            | Elődöntő                         | Vigaszág első kör | Vigaszág elődöntő | Bronz- mérkőzés                       | Döntő             | Helyezés |
| Versenyző   | Versenyszám | Ellenfél Eredmény | Ellenfél Eredmény              | Ellenfél Eredmény                      | Ellenfél Eredmény                | Ellenfél Eredmény | Ellenfél Eredmény | Ellenfél Eredmény                     | Ellenfél Eredmény | Helyezés |
| ----------- | ----------- | ----------------- | ------------------------------ | -------------------------------------- | -------------------------------- | ----------------- | ----------------- | ------------------------------------- | ----------------- | -------- |
| Maider Unda | 72 kg       | erőnyerő          | Ana Betancour (COL) · 2-0, 3-0 | Ocsirbatin Burmá (MGL) · 1-1, 1-2, 1-0 | Sztanka Zlateva (BUL) · 0-2, 0-2 |                   |                   | Vaszilisza Marzaljuk (BLR) · 1-0, 1-0 |                   |          |

## Cselgáncs
Férfi
| Versenyző       | Versenyszám | Selejtező                               | 32-es főtábla                         | Nyolcaddöntő                        | Negyeddöntő                          | Elődöntő                             | Vigaszág elődöntő | Bronz- mérkőzés                           | Döntő             | Helyezés |
| Versenyző       | Versenyszám | Ellenfél Eredmény                       | Ellenfél Eredmény                     | Ellenfél Eredmény                   | Ellenfél Eredmény                    | Ellenfél Eredmény                    | Ellenfél Eredmény | Ellenfél Eredmény                         | Ellenfél Eredmény | Helyezés |
| --------------- | ----------- | --------------------------------------- | ------------------------------------- | ----------------------------------- | ------------------------------------ | ------------------------------------ | ----------------- | ----------------------------------------- | ----------------- | -------- |
| Sugoi Uriarte   | Harmatsúly  | Francesco Faraldo (ITA) · 100(0)-000(0) | Jayme Mata (ARU) · 100(0)-000(0)      | Daniel García (AND) · 013(0)-000(2) | Tərlan Kərimov (AZE) · 002(1)-000(1) | Ungvári Miklós (HUN) · 000(0)-001(1) |                   | Cso Dzsunho (KOR) · 000(0)-000(1) (bírói) |                   | 5.       |
| Kiyoshi Uematsu | Könnyűsúly  | erőnyerő                                | Manszur Iszajev (RUS) · 000(2)–001(1) | kiesett                             | kiesett                              | kiesett                              |                   |                                           |                   | 17.      |

Női
| Versenyző           | Versenyszám | Selejtező                            | Nyolcaddöntő                     | Negyeddöntő       | Elődöntő          | Vigaszág elődöntő | Bronz- mérkőzés   | Döntő             | Helyezés |
| Versenyző           | Versenyszám | Ellenfél Eredmény                    | Ellenfél Eredmény                | Ellenfél Eredmény | Ellenfél Eredmény | Ellenfél Eredmény | Ellenfél Eredmény | Ellenfél Eredmény | Helyezés |
| ------------------- | ----------- | ------------------------------------ | -------------------------------- | ----------------- | ----------------- | ----------------- | ----------------- | ----------------- | -------- |
| Oiana Blanco        | Légsúly     | Fukumi Tomoko (JPN) · 000(1)-100(0)  | kiesett                          | kiesett           | kiesett           |                   |                   |                   | 17.      |
| Ana Carrascosa      | Harmatsúly  | Marie Muller (LUX) · 000(0)-020(1)   | kiesett                          | kiesett           | kiesett           |                   |                   |                   | 17.      |
| Concepción Bellorín | Könnyűsúly  | Karakas Hedvig (HUN) · 001(1)-100(0) | kiesett                          | kiesett           | kiesett           |                   |                   |                   | 17.      |
| Cecilia Blanco      | Középsúly   | Natalija Szmal (UKR) · 011(0)-000(2) | Raša Sraka (SLO) · 001(0)-110(2) | kiesett           | kiesett           |                   |                   |                   | 9.       |

## Gyeplabda

### Férfi
| Spanyol férfi gyeplabdacsapat-játékoskeret | Spanyol férfi gyeplabdacsapat-játékoskeret |
| --- | --- |
| - David Alegre - Ramón Alegre - Pablo Amat - José Carlos Ballbé - Francisco Cortés - Miguel Delás - Sergi Enrique - Alex Fábregas - Juan Fernández | - Santi Freixa (cs) - Xavier Lleonart - Andrés Mir - Roc Oliva - Pau Quemada - Marc Sallés - Manel Terraza - Xavier Trenchs - Eduard Tubau - Szövetségi kapitány: Dani Martín |

#### Eredmények
Csoportkör
A csoport
| Csapat                        | M | Gy | D | V | G+ | G– | Gk  | P  |
| ----------------------------- | - | -- | - | - | -- | -- | --- | -- |
| Ausztrália (AUS)              | 5 | 3  | 2 | 0 | 23 | 5  | +18 | 11 |
| Nagy-Britannia (GBR)          | 5 | 2  | 3 | 0 | 14 | 8  | +6  | 9  |
| Spanyolország (ESP)           | 5 | 2  | 2 | 1 | 8  | 10 | −2  | 8  |
| Pakisztán (PAK)               | 5 | 2  | 1 | 2 | 9  | 16 | −7  | 7  |
| Argentína (ARG)               | 5 | 1  | 1 | 3 | 10 | 14 | −4  | 4  |
| Dél-afrikai Köztársaság (RSA) | 5 | 0  | 1 | 4 | 11 | 22 | −11 | 1  |

| 2012. július 30. 13:45 (14:45) | Spanyolország (ESP) | 1–1               | Pakisztán (PAK) | Riverbank Arena, London Játékvezetők: Simon Taylor (NZL) Nigel Iggo (NZL) |
| 2012. július 30. 13:45 (14:45) | Quemada 47'         | (0–0) Jegyzőkönyv | Butt 46'        | Riverbank Arena, London Játékvezetők: Simon Taylor (NZL) Nigel Iggo (NZL) |

| 2012. augusztus 1. 08:30 (09:30) | Spanyolország (ESP) | 0–5               | Ausztrália (AUS)                                                  | Riverbank Arena, London Játékvezetők: Kim Hong-Lae (KOR) Christian Blasch (GER) |
| 2012. augusztus 1. 08:30 (09:30) |                     | (0–3) Jegyzőkönyv | Ford 9' · Butturini 14' · Orchard 29' · Turner 40' · Ockenden 69' | Riverbank Arena, London Játékvezetők: Kim Hong-Lae (KOR) Christian Blasch (GER) |

| 2012. augusztus 3. 19:00 (20:00) | Dél-afrikai Köztársaság (RSA)    | 2–3               | Spanyolország (ESP)                  | Riverbank Arena, London Játékvezetők: German Montes de Oca (ARG) Tim Pullman (AUS) |
| 2012. augusztus 3. 19:00 (20:00) | Reid-Ross 26' · Norris-Jones 63' | (1–1) Jegyzőkönyv | Sallés 30' · Quemada 42' · Delás 55' | Riverbank Arena, London Játékvezetők: German Montes de Oca (ARG) Tim Pullman (AUS) |

| 2012. augusztus 5. 21:15 (20:15) | Argentína (ARG) | 1–3               | Spanyolország (ESP)                 | Riverbank Arena, London Játékvezetők: Hamish Jamson (GBR) Tim Pullman (AUS) |
| 2012. augusztus 5. 21:15 (20:15) | L. Vila 55'     | (0–0) Jegyzőkönyv | Quemada 66' · Delás 67' · Tubau 70' | Riverbank Arena, London Játékvezetők: Hamish Jamson (GBR) Tim Pullman (AUS) |

| 2012. augusztus 7. 19:00 (20:00) | Spanyolország (ESP) | 1–1               | Nagy-Britannia (GBR) | Riverbank Arena, London Játékvezetők: Simon Taylor (NZL) John Wright (RSA) |
| 2012. augusztus 7. 19:00 (20:00) | Quemada 55'         | (0–1) Jegyzőkönyv | Jackson 33'          | Riverbank Arena, London Játékvezetők: Simon Taylor (NZL) John Wright (RSA) |

Az 5. helyért
| 2012. augusztus 11. 11:30 (12:30) | Spanyolország (ESP)       | 2–5               | Belgium (BEL)                                            | Riverbank Arena, London Játékvezetők: Roel van Eert (NED) Colin Hutchinson (IRL) |
| 2012. augusztus 11. 11:30 (12:30) | R. Alegre 19' · Tubau 61' | (1–4) Jegyzőkönyv | Dekeyser 3' · Boon 21', 32' · Van Aubel 24' · Briels 52' | Riverbank Arena, London Játékvezetők: Roel van Eert (NED) Colin Hutchinson (IRL) |

| Csapat              | Helyezés |
| ------------------- | -------- |
| Spanyolország (ESP) | 6.       |

## Íjászat
Férfi
| Versenyző    | Versenyszám | Selejtező | Selejtező | 64-es főtábla                    | 32-es főtábla     | Nyolcaddöntő      | Negyeddöntő       | Elődöntő          | Döntő             | Helyezés |
| Versenyző    | Versenyszám | Pont      | Kiemelés  | Ellenfél Eredmény                | Ellenfél Eredmény | Ellenfél Eredmény | Ellenfél Eredmény | Ellenfél Eredmény | Ellenfél Eredmény | Helyezés |
| ------------ | ----------- | --------- | --------- | -------------------------------- | ----------------- | ----------------- | ----------------- | ----------------- | ----------------- | -------- |
| Elías Cuesta | Egyéni      | 660       | 41.       | Markijan Ivasko (UKR)(24.) · 4-6 | kiesett           | kiesett           | kiesett           | kiesett           | kiesett           | 33.      |

Női
| Versenyző    | Versenyszám | Selejtező | Selejtező | 64-es főtábla                     | 32-es főtábla                  | Nyolcaddöntő      | Negyeddöntő       | Elődöntő          | Döntő             | Helyezés |
| Versenyző    | Versenyszám | Pont      | Kiemelés  | Ellenfél Eredmény                 | Ellenfél Eredmény              | Ellenfél Eredmény | Ellenfél Eredmény | Ellenfél Eredmény | Ellenfél Eredmény | Helyezés |
| ------------ | ----------- | --------- | --------- | --------------------------------- | ------------------------------ | ----------------- | ----------------- | ----------------- | ----------------- | -------- |
| Iria Grandal | Egyéni      | 618       | 53.       | Ana María Rendón (COL)(12.) · 6-2 | Cshö Hjondzsu (KOR)(21.) · 5-6 | kiesett           | kiesett           | kiesett           | kiesett           | 17.      |

## Kajak-kenu

### Síkvízi
Férfi
| Versenyző         | Versenyszám        | Előfutam | Előfutam | Előfutam | Elődöntő | Elődöntő | Elődöntő | Döntő | Döntő    | Döntő    | Helyezés |
| Versenyző         | Versenyszám        | Idő      | Hely.    | Össz.    | Idő      | Hely.    | Össz.    | Típus | Idő      | Helyezés | Helyezés |
| ----------------- | ------------------ | -------- | -------- | -------- | -------- | -------- | -------- | ----- | -------- | -------- | -------- |
| Saúl Craviotto    | Kajak egyes 200 m  | 35,552   | 1.       | 5.       | 35,597   | 2.       | 2.       | A     | 36,540   | 2.       |          |
| Francisco Cubelos | Kajak egyes 1000 m | 3:37,791 | 5.       | 18.      | 3:31,833 | 4.       | 9.       | A     | 3:32,521 | 7.       | 7.       |
| Alfonso Benavides | Kenu egyes 200 m   | 40,993   | 1.       | 1.       | 40,619   | 2.       | 2.       | A     | 43,038   | 3.       |          |
| David Cal         | Kenu egyes 1000 m  | 3:54,590 | 1.       | 1.       | 3:52,767 | 3.       | 5.       | A     | 3:48,053 | 2.       |          |

Női
| Versenyző      | Versenyszám       | Előfutam | Előfutam | Előfutam | Elődöntő | Elődöntő | Elődöntő | Döntő | Döntő  | Döntő    | Helyezés |
| Versenyző      | Versenyszám       | Idő      | Hely.    | Össz.    | Idő      | Hely.    | Össz.    | Típus | Idő    | Helyezés | Helyezés |
| -------------- | ----------------- | -------- | -------- | -------- | -------- | -------- | -------- | ----- | ------ | -------- | -------- |
| Teresa Portela | Kajak egyes 200 m | 41,263   | 1.       | 2.       | 40,898   | 2.       | 3.       | A     | 45,326 | 4.       | 4.       |

### Szlalom
Férfi
| Versenyző      | Versenyszám | Selejtező | Selejtező | Selejtező | Selejtező | Selejtező     | Selejtező     | Elődöntő | Elődöntő | Döntő  | Döntő    |
| Versenyző      | Versenyszám | 1. futam  | 1. futam  | 2. futam  | 2. futam  | Jobb eredmény | Jobb eredmény | Elődöntő | Elődöntő | Döntő  | Döntő    |
| Versenyző      | Versenyszám | Pont      | Hely.     | Pont      | Hely.     | Pont          | Hely.         | Pont     | Hely.    | Pont   | Helyezés |
| -------------- | ----------- | --------- | --------- | --------- | --------- | ------------- | ------------- | -------- | -------- | ------ | -------- |
| Samuel Hernanz | Kajak egyes | 87,07     | 1.        | 91,25     | 12.       | 87,07         | 2.            | 97,18    | 4.       | 96,95  | 5.       |
| Ander Elosegi  | Kenu egyes  | 93,24     | 2.        | 96,60     | 8.        | 93,24         | 6.            | 104,04   | 4.       | 102,61 | 4.       |

Női
| Versenyző         | Versenyszám | Selejtező | Selejtező | Selejtező | Selejtező | Selejtező     | Selejtező     | Elődöntő | Elődöntő | Döntő  | Döntő    |
| Versenyző         | Versenyszám | 1. futam  | 1. futam  | 2. futam  | 2. futam  | Jobb eredmény | Jobb eredmény | Elődöntő | Elődöntő | Döntő  | Döntő    |
| Versenyző         | Versenyszám | Pont      | Hely.     | Pont      | Hely.     | Pont          | Hely.         | Pont     | Hely.    | Pont   | Helyezés |
| ----------------- | ----------- | --------- | --------- | --------- | --------- | ------------- | ------------- | -------- | -------- | ------ | -------- |
| Maialen Chourraut | Kajak egyes | 98,75     | 1.        | 107,91    | 10.       | 98,75         | 1.            | 108,34   | 2.       | 106,87 |          |

## Kerékpározás

### Hegyi-kerékpározás
| Versenyző             | Versenyszám        | Idő             | Helyezés |
| --------------------- | ------------------ | --------------- | -------- |
| Carlos Coloma Nicolás | Férfi terepverseny | 1:30:07 (+1:00) | 6.       |
| José Antonio Hermida  | Férfi terepverseny | 1:29:36 (+0:29) | 4.       |
| Sergio Mantecón       | Férfi terepverseny | 1:33:46 (+4:39) | 22.      |

### Országúti kerékpározás
Férfi
| Versenyző           | Versenyszám   | Idő                 | Helyezés |
| ------------------- | ------------- | ------------------- | -------- |
| José Joaquín Rojas  | Mezőnyverseny | 5:46:37 (+0:40)     | 44.      |
| Alejandro Valverde  | Mezőnyverseny | 5:46:05 (+0:08)     | 18.      |
| Francisco Ventoso   | Mezőnyverseny | 5:46:37 (+0:40)     | 31.      |
| Jonatan Castroviejo | Mezőnyverseny | 5:46:13 (+0:16)     | 26.      |
| Jonatan Castroviejo | Időfutam      | 53:29,36 (+2:49,82) | 9.       |
| Luís León Sánchez   | Időfutam      | 56:59,16 (+6:19,62) | 32.      |
| Luís León Sánchez   | Mezőnyverseny | 5:46:05 (+0:08)     | 14.      |

### Pálya-kerékpározás
Sprintversenyek
| Versenyző        | Versenyszám  | Selejtező | Selejtező | 1. forduló                   | Vigaszág                                              | Vigaszág | 2. forduló           | Vigaszág               | Vigaszág | 9–12. helyért          | 9–12. helyért | Negyeddöntő          | 5–8. helyért           | 5–8. helyért | Elődöntő             | Döntő                | Helyezés |
| Versenyző        | Versenyszám  | Idő       | Hely.     | Ellenfél Győztes idő         | Ellenfelek Győztes idő                                | Hely.    | Ellenfél Győztes idő | Ellenfelek Győztes idő | Hely.    | Ellenfelek Győztes idő | Hely.         | Ellenfél Győztes idő | Ellenfelek Győztes idő | Hely.        | Ellenfél Győztes idő | Ellenfél Győztes idő | Helyezés |
| ---------------- | ------------ | --------- | --------- | ---------------------------- | ----------------------------------------------------- | -------- | -------------------- | ---------------------- | -------- | ---------------------- | ------------- | -------------------- | ---------------------- | ------------ | -------------------- | -------------------- | -------- |
| Hodei Mazquiaran | Férfi egyéni | 10,604    | 16.       | Shane Perkins (AUS) · 10,722 | Bernard Esterhuizen (RSA) · Zhang Miao (CHN) · 10,762 | 2.       | kiesett              | kiesett                | kiesett  | kiesett                | kiesett       | kiesett              | kiesett                | kiesett      | kiesett              | kiesett              | 16.      |

Üldözőversenyek
| Versenyző                                                            | Versenyszám  | Selejtező | Selejtező | Elődöntő                                                                            | Elődöntő  | Elődöntő | Döntő | Döntő     | Döntő    |
| Versenyző                                                            | Versenyszám  | Idő       | Hely.     | Ellenfél Idő                                                                        | Saját idő | Hely.    | Ellenfél Idő | Saját idő | Helyezés |
| -------------------------------------------------------------------- | ------------ | --------- | --------- | ----------------------------------------------------------------------------------- | --------- | -------- | --- | --------- | -------- |
| Pablo Bernal Eloy Teruel Sebastián Mora David Muntaner Albert Torres | Férfi csapat | 4:02,113  | 6.        | Kolumbia (COL) · Edwin Ávila · Arles Castro · Kevin Rios · Weimar Roldan · 4:05,485 | 3:59,520  | 6.       | 5. helyért · Dánia (DEN) · Michael Mørkøv · Mathias Møller Nielsen · Rasmus Christian Quaade · Casper von Folsach · 4:02,671 | 4:02,746  | 6.       |

Keirin
| Versenyző    | Versenyszám | 1. forduló | Vigaszág | 2. forduló | Döntő            | Helyezés |
| Versenyző    | Versenyszám | Helyezés   | Helyezés | Helyezés   | Helyezés         | Helyezés |
| ------------ | ----------- | ---------- | -------- | ---------- | ---------------- | -------- |
| Juan Peralta | Férfi       | 3.         | 2.       | 5.         | 7–12. helyért 4. | 10.      |

Omnium
| Versenyző   | Versenyszám | 200 méter | 200 méter | 30 km-es pontverseny | 30 km-es pontverseny | Kieséses verseny | 4 km-es egyéni üldözőverseny | 4 km-es egyéni üldözőverseny | 15 km-es scratch | 15 km-es scratch | 1000 m-es időfutam | 1000 m-es időfutam | Összesítés | Összesítés |
| Versenyző   | Versenyszám | Idő       | Hely.     | Pont                 | Hely.                | Hely.            | Eredmény                     | Hely.                        | Lekörözés        | Hely.            | Idő                | Hely.              | Pont       | Helyezés   |
| ----------- | ----------- | --------- | --------- | -------------------- | -------------------- | ---------------- | ---------------------------- | ---------------------------- | ---------------- | ---------------- | ------------------ | ------------------ | ---------- | ---------- |
| Eloy Teruel | Férfi       | 13,655    | 14.       | 55                   | 3.                   | 17.              | 4:29,874                     | 9.                           | –                | 2.               | 1:05,463           | 14.                | 59         | 9.         |

| Versenyző       | Versenyszám | 200 méter | 200 méter | 20 km-es pontverseny | 20 km-es pontverseny | Kieséses verseny | 3 km-es egyéni üldözőverseny | 3 km-es egyéni üldözőverseny | 10 km-es scratch | 10 km-es scratch | 500 m-es időfutam | 500 m-es időfutam | Összesítés | Összesítés |
| Versenyző       | Versenyszám | Idő       | Hely.     | Pont                 | Hely.                | Hely.            | Eredmény                     | Hely.                        | Lekörözés        | Hely.            | Idő               | Hely.             | Pont       | Helyezés   |
| --------------- | ----------- | --------- | --------- | -------------------- | -------------------- | ---------------- | ---------------------------- | ---------------------------- | ---------------- | ---------------- | ----------------- | ----------------- | ---------- | ---------- |
| Leire Olaberria | Női         | 14,463    | 6.        | 3                    | 13.                  | 12.              | 3:46,317                     | 14.                          | –                | 16.              | 36,393            | 8.                | 69         | 13.        |

## Kézilabda

### Férfi
| Spanyol férfi kézilabdacsapat-játékoskeret                                                                                                  | Spanyol férfi kézilabdacsapat-játékoskeret                                                                        |
| --- | --- |
| - Julen Aguinagalde - Mikel Aguirrezabalaga - Joan Cañellas - Raúl Entrerríos - Gedeón Guardiola - Eduardo Gurbindo - José Javier Hombrados | - Jorge Maqueda - Viran Morros - Cristian Ugalde - Albert Rocas - Daniel Sarmiento - Sterbik Árpád - Víctor Tomás |

#### Eredmények
Csoportkör
B csoport
| Csapat              | M | Gy | D | V | G+  | G–  | Gk  | P  |
| ------------------- | - | -- | - | - | --- | --- | --- | -- |
| Horvátország (CRO)  | 5 | 5  | 0 | 0 | 150 | 109 | +41 | 10 |
| Dánia (DEN)         | 5 | 4  | 0 | 1 | 124 | 129 | −5  | 8  |
| Spanyolország (ESP) | 5 | 3  | 0 | 2 | 140 | 126 | +14 | 6  |
| Magyarország (HUN)  | 5 | 2  | 0 | 3 | 114 | 128 | −14 | 4  |
| Szerbia (SRB)       | 5 | 1  | 0 | 4 | 120 | 131 | −11 | 2  |
| Dél-Korea (KOR)     | 5 | 0  | 0 | 5 | 115 | 140 | −25 | 0  |

| 2012. július 29. 16:15 (17:15) | Spanyolország (ESP) | 26–21       | Szerbia (SRB) | Copper Box, London Nézőszám: 4600 Játékvezetők: Abrahamsen, Kristiansen (NOR) |
| 2012. július 29. 16:15 (17:15) | Sarmiento 5         | (10–14)     | Ilić 6        | Copper Box, London Nézőszám: 4600 Játékvezetők: Abrahamsen, Kristiansen (NOR) |
| 2012. július 29. 16:15 (17:15) | 5× 3×               | Jegyzőkönyv | 5× 3×         | Copper Box, London Nézőszám: 4600 Játékvezetők: Abrahamsen, Kristiansen (NOR) |

| 2012. július 31. 19:30 (20:30) | Dánia (DEN) | 24–23       | Spanyolország (ESP) | Copper Box, London Nézőszám: 4368 Játékvezetők: Krstić, Ljubić (SLO) |
| 2012. július 31. 19:30 (20:30) | Hansen 8    | (13–12)     | három játékos 4     | Copper Box, London Nézőszám: 4368 Játékvezetők: Krstić, Ljubić (SLO) |
| 2012. július 31. 19:30 (20:30) | 6× 4×       | Jegyzőkönyv | 1× 4×               | Copper Box, London Nézőszám: 4368 Játékvezetők: Krstić, Ljubić (SLO) |

| 2012. augusztus 2. 9:30 (10:30) | Spanyolország (ESP) | 33–29       | Dél-Korea (KOR) | Copper Box, London Nézőszám: 4209 Játékvezetők: Lazaar, Reveret (FRA) |
| 2012. augusztus 2. 9:30 (10:30) | Ugalde 6            | (16–14)     | I Dzseu 8       | Copper Box, London Nézőszám: 4209 Játékvezetők: Lazaar, Reveret (FRA) |
| 2012. augusztus 2. 9:30 (10:30) | 4× 3×               | Jegyzőkönyv | 8× 2×           | Copper Box, London Nézőszám: 4209 Játékvezetők: Lazaar, Reveret (FRA) |

| 2012. augusztus 4. 21:15 (22:15) | Magyarország (HUN) | 22–33       | Spanyolország (ESP) | Copper Box, London Nézőszám: 4280 Játékvezetők: Horáček, Novotný (CZE) |
| 2012. augusztus 4. 21:15 (22:15) | Nagy 7             | (13–16)     | Aguinagalde 9       | Copper Box, London Nézőszám: 4280 Játékvezetők: Horáček, Novotný (CZE) |
| 2012. augusztus 4. 21:15 (22:15) | 4× 4×              | Jegyzőkönyv | 4× 3×               | Copper Box, London Nézőszám: 4280 Játékvezetők: Horáček, Novotný (CZE) |

| 2012. augusztus 6. 19:30 (20:30) | Spanyolország (ESP) | 25–30       | Horvátország (CRO) | Copper Box, London Nézőszám: 4856 Játékvezetők: Geipel, Helbig (GER) |
| 2012. augusztus 6. 19:30 (20:30) | Entrerríos, Tomás 5 | (10–11)     | Čupić, Lacković 7  | Copper Box, London Nézőszám: 4856 Játékvezetők: Geipel, Helbig (GER) |
| 2012. augusztus 6. 19:30 (20:30) | 3× 3×               | Jegyzőkönyv | 2× 4×              | Copper Box, London Nézőszám: 4856 Játékvezetők: Geipel, Helbig (GER) |

Negyeddöntő
| 2012. augusztus 8. 14:30 (15:30) | Spanyolország (ESP) | 22–23       | Franciaország (FRA) | Basketball Arena, London Nézőszám: 8890 Játékvezetők: Nikolić, Stojković (SRB) |
| 2012. augusztus 8. 14:30 (15:30) | Tomás 6             | (12–9)      | Accambray 7         | Basketball Arena, London Nézőszám: 8890 Játékvezetők: Nikolić, Stojković (SRB) |
| 2012. augusztus 8. 14:30 (15:30) | 3× 4×               | Jegyzőkönyv | 3× 4×               | Basketball Arena, London Nézőszám: 8890 Játékvezetők: Nikolić, Stojković (SRB) |

| Csapat              | Helyezés |
| ------------------- | -------- |
| Spanyolország (ESP) | 7.       |

### Női
| Spanyol női kézilabdacsapat-játékoskeret | Spanyol női kézilabdacsapat-játékoskeret                                                                                |
| --- | --- |
| - Macarena Aguilar - Nely Carla Alberto - Jessica Alonso - Vanessa Amorós - Andrea Barnó - Mihaela Ciobanu - Verónica Cuadrado - Patricia Elorza | - Beatriz Fernández - Begoña Fernández - Marta López - Marta Mangué - Carmen Martín - Silvia Navarro - Elisabeth Pinedo |

#### Eredmények
Csoportkör
B csoport
| Csapat              | M | Gy | D | V | G+  | G–  | Gk  | P |
| ------------------- | - | -- | - | - | --- | --- | --- | - |
| Franciaország (FRA) | 5 | 4  | 1 | 0 | 125 | 103 | +22 | 9 |
| Dél-Korea (KOR)     | 5 | 3  | 1 | 1 | 136 | 130 | +6  | 7 |
| Spanyolország (ESP) | 5 | 3  | 1 | 1 | 119 | 114 | +5  | 7 |
| Norvégia (NOR)      | 5 | 2  | 1 | 2 | 118 | 120 | −2  | 5 |
| Dánia (DEN)         | 5 | 1  | 0 | 4 | 113 | 121 | −8  | 2 |
| Svédország (SWE)    | 5 | 0  | 0 | 5 | 108 | 131 | −23 | 0 |

| 2012. július 28. 11:15 (12:15) | Spanyolország (ESP) | 27–31       | Dél-Korea (KOR) | Copper Box, London Nézőszám: 3900 Játékvezetők: Gubica, Milošević (CRO) |
| 2012. július 28. 11:15 (12:15) | Martín 7            | (12–16)     | Ju Unhi 9       | Copper Box, London Nézőszám: 3900 Játékvezetők: Gubica, Milošević (CRO) |
| 2012. július 28. 11:15 (12:15) | 2× 3×               | Jegyzőkönyv | 3× 3×           | Copper Box, London Nézőszám: 3900 Játékvezetők: Gubica, Milošević (CRO) |

| 2012. július 30. 16:15 (17:15) | Franciaország (FRA) | 18–18       | Spanyolország (ESP) | Copper Box, London Nézőszám: 4671 Játékvezetők: Horáček, Novotný (CZE) |
| 2012. július 30. 16:15 (17:15) | Dembélé 6           | (7–10)      | Mangué 6            | Copper Box, London Nézőszám: 4671 Játékvezetők: Horáček, Novotný (CZE) |
| 2012. július 30. 16:15 (17:15) | 6× 3× 1×            | Jegyzőkönyv | 4× 4×               | Copper Box, London Nézőszám: 4671 Játékvezetők: Horáček, Novotný (CZE) |

| 2012. augusztus 1. 19:30 (20:30) | Spanyolország (ESP) | 24–21       | Dánia (DEN) | Copper Box, London Nézőszám: 4488 Játékvezetők: Geipel, Helbig (GER) |
| 2012. augusztus 1. 19:30 (20:30) | Mangué 7            | (14–9)      | Nørgaard 7  | Copper Box, London Nézőszám: 4488 Játékvezetők: Geipel, Helbig (GER) |
| 2012. augusztus 1. 19:30 (20:30) | 3× 3× 1×            | Jegyzőkönyv | 1× 3×       | Copper Box, London Nézőszám: 4488 Játékvezetők: Geipel, Helbig (GER) |

| 2012. augusztus 3. 19:30 (20:30) | Spanyolország (ESP) | 25–24       | Svédország (SWE) | Copper Box, London Nézőszám: 4234 Játékvezetők: Al-Nuaimi, Omar (UAE) |
| 2012. augusztus 3. 19:30 (20:30) | Mangué, Alberto 6   | (11–10)     | Fogelström 5     | Copper Box, London Nézőszám: 4234 Játékvezetők: Al-Nuaimi, Omar (UAE) |
| 2012. augusztus 3. 19:30 (20:30) | 3× 3×               | Jegyzőkönyv | 2× 4×            | Copper Box, London Nézőszám: 4234 Játékvezetők: Al-Nuaimi, Omar (UAE) |

| 2012. augusztus 5. 19:30 (20:30) | Norvégia (NOR) | 20–25       | Spanyolország (ESP) | Copper Box, London Nézőszám: 4345 Játékvezetők: Krstić, Ljubić (SLO) |
| 2012. augusztus 5. 19:30 (20:30) | Koren 6        | (11–11)     | Alonso 7            | Copper Box, London Nézőszám: 4345 Játékvezetők: Krstić, Ljubić (SLO) |
| 2012. augusztus 5. 19:30 (20:30) | 4× 3×          | Jegyzőkönyv | 4× 3× 1×            | Copper Box, London Nézőszám: 4345 Játékvezetők: Krstić, Ljubić (SLO) |

Negyeddöntő
| 2012. augusztus 7. 13:30 (14:30) | Spanyolország (ESP) | 25–22       | Horvátország (CRO) | Copper Box, London Nézőszám: 4553 Játékvezetők: Horáček, Novotný (CZE) |
| 2012. augusztus 7. 13:30 (14:30) | Pinedo 7            | (13–12)     | Tatari 5           | Copper Box, London Nézőszám: 4553 Játékvezetők: Horáček, Novotný (CZE) |
| 2012. augusztus 7. 13:30 (14:30) | 3× 3×               | Jegyzőkönyv | 6× 3×              | Copper Box, London Nézőszám: 4553 Játékvezetők: Horáček, Novotný (CZE) |

Elődöntő
| 2012. augusztus 9. 20:30 (21:30) | Spanyolország (ESP) | 26–27       | Montenegró (MNE) | Basketball Arena, London Nézőszám: 9087 Játékvezetők: Krstić, Ljubić (SLO) |
| 2012. augusztus 9. 20:30 (21:30) | Alberto 6           | (13–13)     | K. Bulatović 9   | Basketball Arena, London Nézőszám: 9087 Játékvezetők: Krstić, Ljubić (SLO) |
| 2012. augusztus 9. 20:30 (21:30) | 1× 2×               | Jegyzőkönyv | 4× 3×            | Basketball Arena, London Nézőszám: 9087 Játékvezetők: Krstić, Ljubić (SLO) |

Bronzmérkőzés
| 2012. augusztus 11. 17:00 (18:00) | Dél-Korea (KOR) | 29–31 (h. u.)         | Spanyolország (ESP)  | Basketball Arena, London Nézőszám: 9622 Játékvezetők: Olesen, Pedersen (DEN) |
| 2012. augusztus 11. 17:00 (18:00) | Kvon Hanna 7    | (13–13, 24–24, 28–28) | Alberto, Fernández 5 | Basketball Arena, London Nézőszám: 9622 Játékvezetők: Olesen, Pedersen (DEN) |
| 2012. augusztus 11. 17:00 (18:00) | 2× 1×           | Jegyzőkönyv           | 4× 2×                | Basketball Arena, London Nézőszám: 9622 Játékvezetők: Olesen, Pedersen (DEN) |

| Csapat              | Helyezés |
| ------------------- | -------- |
| Spanyolország (ESP) |          |

## Kosárlabda

### Férfi
| Spanyol férfi kosárlabdacsapat-játékoskeret                                                     | Spanyol férfi kosárlabdacsapat-játékoskeret                                                          |
| ----------------------------------------------------------------------------------------------- | --- |
| - José Calderón - Juan Carlos Navarro - Víctor Claver - Rudy Fernández - Marc Gasol - Pau Gasol | - Serge Ibaka - Sergio Llull - Felipe Reyes - Sergio Rodríguez - Víctor Sada - Fernando San Emeterio |

#### Eredmények
Csoportkör
B csoport
| Csapat               | M | Gy | V | P+  | P–  | Pk   | PA    | P |
| -------------------- | - | -- | - | --- | --- | ---- | ----- | - |
| Oroszország (RUS)    | 5 | 4  | 1 | 400 | 359 | +41  | 1,114 | 9 |
| Brazília (BRA)       | 5 | 4  | 1 | 402 | 349 | +47  | 1,152 | 9 |
| Spanyolország (ESP)  | 5 | 3  | 2 | 414 | 394 | +26  | 1,051 | 8 |
| Ausztrália (AUS)     | 5 | 3  | 2 | 410 | 373 | +37  | 1,099 | 8 |
| Nagy-Britannia (GBR) | 5 | 1  | 4 | 380 | 405 | −25  | 0,938 | 6 |
| Kína (CHN)           | 5 | 0  | 5 | 313 | 439 | −126 | 0,713 | 5 |

| 2012. július 29. 16:45 (17:45) | Spanyolország (ESP)                      | 97–81     | Kína (CHN)        | Basketball Arena, London Játékvezetők: Luigi Lamonica (ITA), Felicia Grinter (USA), Fernando Sampietro (ARG) |
| 2012. július 29. 16:45 (17:45) | (19–17, 34–24, 16–19, 28–21) Jegyzőkönyv |           |                   | Basketball Arena, London Játékvezetők: Luigi Lamonica (ITA), Felicia Grinter (USA), Fernando Sampietro (ARG) |
| 2012. július 29. 16:45 (17:45) | P. Gasol 21                              | Pont      | Ji Csien-lien 30  | Basketball Arena, London Játékvezetők: Luigi Lamonica (ITA), Felicia Grinter (USA), Fernando Sampietro (ARG) |
| 2012. július 29. 16:45 (17:45) | P. Gasol 11                              | Lepattanó | Ji Csien-lien 12  | Basketball Arena, London Játékvezetők: Luigi Lamonica (ITA), Felicia Grinter (USA), Fernando Sampietro (ARG) |
| 2012. július 29. 16:45 (17:45) | M. Gasol 5                               | Gólpassz  | Csen Csiang-hua 5 | Basketball Arena, London Játékvezetők: Luigi Lamonica (ITA), Felicia Grinter (USA), Fernando Sampietro (ARG) |

| 2012. július 31. 11:15 (12:15) | Ausztrália (AUS)                         | 70–82     | Spanyolország (ESP) | Basketball Arena, London Játékvezetők: Carl Jungebrand (FIN), Borisz Rizsik (UKR), José Carrion (PUR) |
| 2012. július 31. 11:15 (12:15) | (19–14, 13–23, 10–26, 28–19) Jegyzőkönyv |           |                     | Basketball Arena, London Játékvezetők: Carl Jungebrand (FIN), Borisz Rizsik (UKR), José Carrion (PUR) |
| 2012. július 31. 11:15 (12:15) | Ingles 12                                | Pont      | P. Gasol 20         | Basketball Arena, London Játékvezetők: Carl Jungebrand (FIN), Borisz Rizsik (UKR), José Carrion (PUR) |
| 2012. július 31. 11:15 (12:15) | Andersen 7                               | Lepattanó | Reyes 12            | Basketball Arena, London Játékvezetők: Carl Jungebrand (FIN), Borisz Rizsik (UKR), José Carrion (PUR) |
| 2012. július 31. 11:15 (12:15) | Dellavedova 4                            | Gólpassz  | három játékos 3     | Basketball Arena, London Játékvezetők: Carl Jungebrand (FIN), Borisz Rizsik (UKR), José Carrion (PUR) |

| 2012. augusztus 2. 20:00 (21:00) | Spanyolország (ESP)                      | 79–78     | Nagy-Britannia (GBR) | Basketball Arena, London Játékvezetők: William Kennedy (USA), Saša Pukl (SLO), Oļegs Latiševs (LAT) |
| 2012. augusztus 2. 20:00 (21:00) | (24–15, 13–14, 24–19, 18–30) Jegyzőkönyv |           |                      | Basketball Arena, London Játékvezetők: William Kennedy (USA), Saša Pukl (SLO), Oļegs Latiševs (LAT) |
| 2012. augusztus 2. 20:00 (21:00) | Calderón 19                              | Pont      | Deng 26              | Basketball Arena, London Játékvezetők: William Kennedy (USA), Saša Pukl (SLO), Oļegs Latiševs (LAT) |
| 2012. augusztus 2. 20:00 (21:00) | San Emeterio 10                          | Lepattanó | Deng 9               | Basketball Arena, London Játékvezetők: William Kennedy (USA), Saša Pukl (SLO), Oļegs Latiševs (LAT) |
| 2012. augusztus 2. 20:00 (21:00) | Fernández 7                              | Gólpassz  | Deng 7               | Basketball Arena, London Játékvezetők: William Kennedy (USA), Saša Pukl (SLO), Oļegs Latiševs (LAT) |

| 2012. augusztus 4. 11:15 (12:15) | Oroszország (RUS)                        | 77–74     | Spanyolország (ESP)   | Basketball Arena, London Játékvezetők: Christos Christodoulou (GRE), Jorge Vázquez (PUR), Fernando Sampietro (ARG) |
| 2012. augusztus 4. 11:15 (12:15) | (11–28, 21–12, 24–13, 21–21) Jegyzőkönyv |           |                       | Basketball Arena, London Játékvezetők: Christos Christodoulou (GRE), Jorge Vázquez (PUR), Fernando Sampietro (ARG) |
| 2012. augusztus 4. 11:15 (12:15) | Fridzon 24                               | Pont      | P. Gasol 20           | Basketball Arena, London Játékvezetők: Christos Christodoulou (GRE), Jorge Vázquez (PUR), Fernando Sampietro (ARG) |
| 2012. augusztus 4. 11:15 (12:15) | Mozgov 9                                 | Lepattanó | M. Gasol 9            | Basketball Arena, London Játékvezetők: Christos Christodoulou (GRE), Jorge Vázquez (PUR), Fernando Sampietro (ARG) |
| 2012. augusztus 4. 11:15 (12:15) | Ponkrasov 11                             | Gólpassz  | Rodríguez, Calderón 3 | Basketball Arena, London Játékvezetők: Christos Christodoulou (GRE), Jorge Vázquez (PUR), Fernando Sampietro (ARG) |

| 2012. augusztus 6. 20:00 (21:00) | Spanyolország (ESP)                      | 82–88     | Brazília (BRA) | Basketball Arena, London Játékvezetők: Pablo Estévez (ARG), Jorge Vázquez (PUR), Robert Lottermoser (GER) |
| 2012. augusztus 6. 20:00 (21:00) | (26–17, 18–21, 22–19, 16–31) Jegyzőkönyv |           |                | Basketball Arena, London Játékvezetők: Pablo Estévez (ARG), Jorge Vázquez (PUR), Robert Lottermoser (GER) |
| 2012. augusztus 6. 20:00 (21:00) | P. Gasol 25                              | Pont      | Barbosa 23     | Basketball Arena, London Játékvezetők: Pablo Estévez (ARG), Jorge Vázquez (PUR), Robert Lottermoser (GER) |
| 2012. augusztus 6. 20:00 (21:00) | P. Gasol 7                               | Lepattanó | Varejão 7      | Basketball Arena, London Játékvezetők: Pablo Estévez (ARG), Jorge Vázquez (PUR), Robert Lottermoser (GER) |
| 2012. augusztus 6. 20:00 (21:00) | három játékos 4                          | Gólpassz  | Huertas 6      | Basketball Arena, London Játékvezetők: Pablo Estévez (ARG), Jorge Vázquez (PUR), Robert Lottermoser (GER) |

Negyeddöntő
| 2012. augusztus 8. 16:15 (17:15) | Franciaország (FRA)                     | 59–66     | Spanyolország (ESP)   | Basketball Arena, London Játékvezetők: Cristiano Maranho (BRA), William Kennedy (USA), Christos Christodoulou (GRE) |
| 2012. augusztus 8. 16:15 (17:15) | (22–17, 15–17, 16–17, 6–15) Jegyzőkönyv |           |                       | Basketball Arena, London Játékvezetők: Cristiano Maranho (BRA), William Kennedy (USA), Christos Christodoulou (GRE) |
| 2012. augusztus 8. 16:15 (17:15) | Parker, Diaw 15                         | Pont      | M. Gasol 14           | Basketball Arena, London Játékvezetők: Cristiano Maranho (BRA), William Kennedy (USA), Christos Christodoulou (GRE) |
| 2012. augusztus 8. 16:15 (17:15) | Diaw 8                                  | Lepattanó | P. Gasol 11           | Basketball Arena, London Játékvezetők: Cristiano Maranho (BRA), William Kennedy (USA), Christos Christodoulou (GRE) |
| 2012. augusztus 8. 16:15 (17:15) | Diaw 5                                  | Gólpassz  | P. Gasol, Fernández 3 | Basketball Arena, London Játékvezetők: Cristiano Maranho (BRA), William Kennedy (USA), Christos Christodoulou (GRE) |

Elődöntő
| 2012. augusztus 10. 17:00 (18:00) | Spanyolország (ESP)                     | 67–59     | Oroszország (RUS) | Basketball Arena, London Játékvezetők: Luigi Lamonica (ITA), Ilija Belošević (SRB), Marcos Benito (BRA) |
| 2012. augusztus 10. 17:00 (18:00) | (9–12, 11–19, 26–15, 21–13) Jegyzőkönyv |           |                   | Basketball Arena, London Játékvezetők: Luigi Lamonica (ITA), Ilija Belošević (SRB), Marcos Benito (BRA) |
| 2012. augusztus 10. 17:00 (18:00) | P. Gasol 16                             | Pont      | Kaun 14           | Basketball Arena, London Játékvezetők: Luigi Lamonica (ITA), Ilija Belošević (SRB), Marcos Benito (BRA) |
| 2012. augusztus 10. 17:00 (18:00) | P. Gasol 12                             | Lepattanó | Kirilenko 8       | Basketball Arena, London Játékvezetők: Luigi Lamonica (ITA), Ilija Belošević (SRB), Marcos Benito (BRA) |
| 2012. augusztus 10. 17:00 (18:00) | három játékos 3                         | Gólpassz  | Sved 7            | Basketball Arena, London Játékvezetők: Luigi Lamonica (ITA), Ilija Belošević (SRB), Marcos Benito (BRA) |

Döntő
| 2012. augusztus 12. 15:00 (16:00) | Egyesült Államok (USA)                   | 107–100   | Spanyolország (ESP) | Basketball Arena, London Játékvezetők: Cristiano Maranho (BRA), Christos Christodoulou (GRE), Michael Aylen (AUS) |
| 2012. augusztus 12. 15:00 (16:00) | (35–27, 24–31, 24–24, 24–18) Jegyzőkönyv |           |                     | Basketball Arena, London Játékvezetők: Cristiano Maranho (BRA), Christos Christodoulou (GRE), Michael Aylen (AUS) |
| 2012. augusztus 12. 15:00 (16:00) | Durant 30                                | Pont      | P. Gasol 24         | Basketball Arena, London Játékvezetők: Cristiano Maranho (BRA), Christos Christodoulou (GRE), Michael Aylen (AUS) |
| 2012. augusztus 12. 15:00 (16:00) | Durant, Love 9                           | Lepattanó | Ibaka 9             | Basketball Arena, London Játékvezetők: Cristiano Maranho (BRA), Christos Christodoulou (GRE), Michael Aylen (AUS) |
| 2012. augusztus 12. 15:00 (16:00) | James 4                                  | Gólpassz  | P. Gasol 7          | Basketball Arena, London Játékvezetők: Cristiano Maranho (BRA), Christos Christodoulou (GRE), Michael Aylen (AUS) |

| Csapat              | Helyezés |
| ------------------- | -------- |
| Spanyolország (ESP) |          |

## Labdarúgás

### Férfi
| Spanyol férfi labdarúgócsapat-játékoskeret                                                                                               | Spanyol férfi labdarúgócsapat-játékoskeret                                                                                             |
| --- | --- |
| - Jordi Alba - César Azpilicueta - Adrián López Álvarez* - Alberto Botía - Álvaro Domínguez - David de Gea - Ander Herrera - Isco - Koke | - Diego Mariño - Iñigo Martínez - Javi Martínez* - Juan Mata* - Martín Montoya - Iker Muniain - Oriol Romeu - Rodrigo - Cristian Tello |

* - túlkoros játékos

#### Eredmények
Csoportkör
D csoport
| Csapat              | M | Gy | D | V | Rg | Kg | Gk | P |
| ------------------- | - | -- | - | - | -- | -- | -- | - |
| Japán (JPN)         | 3 | 2  | 1 | 0 | 2  | 0  | +2 | 7 |
| Honduras (HON)      | 3 | 1  | 2 | 0 | 3  | 2  | +1 | 5 |
| Marokkó (MAR)       | 3 | 0  | 2 | 1 | 2  | 3  | −1 | 2 |
| Spanyolország (ESP) | 3 | 0  | 1 | 2 | 0  | 2  | −2 | 1 |

| 2012. július 26. 14:45 (15:45) |

| Spanyolország (ESP) | 0–1               | Japán (JPN) |
| ------------------- | ----------------- | ----------- |
| I. Martínez 41′     | (0–1) Jegyzőkönyv | Ócu 34'     |

| Hampden Park, Glasgow Nézőszám: 37 726 Játékvezető: Mark Geiger (amerikai) |

| 2012. július 29. 19:45 (20:45) |

| Spanyolország (ESP) | 0–1               | Honduras (HON) |
| ------------------- | ----------------- | -------------- |
|                     | (0–1) Jegyzőkönyv | Bengtson 7'    |

| St James’ Park, Newcastle Nézőszám: 26 523 Játékvezető: Juan Soto (venezuelai) |

| 2012. augusztus 1. 17:00 (18:00) |

| Spanyolország (ESP) | 0–0         | Marokkó (MAR) |
| ------------------- | ----------- | ------------- |
|                     | Jegyzőkönyv |               |

| Old Trafford, Manchester Nézőszám: 35 973 Játékvezető: Ben Williams (ausztrál) |

| Csapat              | Helyezés |
| ------------------- | -------- |
| Spanyolország (ESP) | 14.      |

## Lovaglás
Díjlovaglás
| Versenyző                                      | Ló                            | Versenyszám | 1. kör | 1. kör | 2. kör | 2. kör | Döntő     | Döntő   | Végeredmény | Végeredmény |
| Versenyző                                      | Ló                            | Versenyszám | 1. kör | 1. kör | 2. kör | 2. kör | Technikai | Művészi | Végeredmény | Végeredmény |
| Versenyző                                      | Ló                            | Versenyszám | Pont   | Hely.  | Pont   | Hely.  | Pont      | Pont    | Pont        | Helyezés    |
| ---------------------------------------------- | ----------------------------- | ----------- | ------ | ------ | ------ | ------ | --------- | ------- | ----------- | ----------- |
| Morgan Barbançon                               | Painted Black                 | Egyéni      | 72,751 | 19.    | 71,556 | 23.    | kiesett   | kiesett | kiesett     | kiesett     |
| José Daniel Martín                             | Grandioso                     | Egyéni      | 69,043 | 39.    | 69,286 | 29.    | kiesett   | kiesett | kiesett     | kiesett     |
| Juan Muñoz                                     | Fuego                         | Egyéni      | 75,608 | 10.    | 75,476 | 11.    | 74,786    | 83,857  | 79,321      | 10.         |
| Morgan Barbançon José Daniel Martín Juan Muñoz | Painted Black Grandioso Fuego | Csapat      | 72,467 | 6.     | 72,106 | 6.     |           |         | 72,287      | 7.          |

## Műugrás
Férfi
| Versenyző     | Versenyszám    | Selejtező | Selejtező | Elődöntő | Elődöntő | Döntő  | Döntő    |
| Versenyző     | Versenyszám    | Pont      | Helyezés  | Pont     | Helyezés | Pont   | Helyezés |
| ------------- | -------------- | --------- | --------- | -------- | -------- | ------ | -------- |
| Javier Illana | Egyéni műugrás | 460,35    | 8.        | 458,05   | 10.      | 371,60 | 12.      |

Női
| Versenyző       | Versenyszám    | Selejtező | Selejtező | Elődöntő | Elődöntő | Döntő   | Döntő    |
| Versenyző       | Versenyszám    | Pont      | Helyezés  | Pont     | Helyezés | Pont    | Helyezés |
| --------------- | -------------- | --------- | --------- | -------- | -------- | ------- | -------- |
| Jenifer Benítez | Egyéni műugrás | 224,60    | 30.       | kiesett  | kiesett  | kiesett | kiesett  |

## Ökölvívás
Férfi
| Versenyző          | Versenyszám  | Selejtező                   | Nyolcaddöntő      | Negyeddöntő       | Elődöntő          | Döntő             | Helyezés |
| Versenyző          | Versenyszám  | Ellenfél Eredmény           | Ellenfél Eredmény | Ellenfél Eredmény | Ellenfél Eredmény | Ellenfél Eredmény | Helyezés |
| ------------------ | ------------ | --------------------------- | ----------------- | ----------------- | ----------------- | ----------------- | -------- |
| Kelvin de la Nieve | Papírsúly    | Carlos Quipo (ECU) · 11-14  | kiesett           | kiesett           | kiesett           | kiesett           | 17.      |
| Jonathan Alonso    | Kisváltósúly | Mehdi Tolouti (IRI) · 12-16 | kiesett           | kiesett           | kiesett           | kiesett           | 17.      |

## Röplabda

### Strandröplabda

#### Férfi
| Versenyző                   | Csoportkör | Csoportkör | 16 közé jutásért  | Nyolcaddöntő                                                 | Negyeddöntő       | Elődöntő          | Döntő             | Helyezés |
| Versenyző                   | Ellenfél Eredmény | Hely.      | Ellenfél Eredmény | Ellenfél Eredmény                                            | Ellenfél Eredmény | Ellenfél Eredmény | Ellenfél Eredmény | Helyezés |
| --------------------------- | --- | ---------- | ----------------- | ------------------------------------------------------------ | ----------------- | ----------------- | ----------------- | -------- |
| Adrián Gavira Pablo Herrera | B csoport · Csehország (CZE) · Petr Beneš · Přemysl Kubala · 25-23, 21-16 · Egyesült Államok (USA) · Phil Dalhausser · Todd Rogers · 21-18, 16-21, 13-15 · Japán (JPN) · Aszahi Kentaró · Siratori Kacuhiro · 21-19, 22-20 | 2.         |                   | Brazília (BRA) · Pedro Cunha · Ricardo Santos · 18-21, 19-21 | kiesett           | kiesett           | kiesett           | 9.       |

#### Női
| Versenyző                        | Csoportkör | Csoportkör | 16 közé jutásért  | Nyolcaddöntő                                                        | Negyeddöntő       | Elődöntő          | Döntő             | Helyezés |
| Versenyző                        | Ellenfél Eredmény | Hely.      | Ellenfél Eredmény | Ellenfél Eredmény                                                   | Ellenfél Eredmény | Ellenfél Eredmény | Ellenfél Eredmény | Helyezés |
| -------------------------------- | --- | ---------- | ----------------- | ------------------------------------------------------------------- | ----------------- | ----------------- | ----------------- | -------- |
| Elsa Baquerizo Liliana Fernández | D csoport · Hollandia (NED) · Sanne Keizer · Marleen van Iersel · 14-21, 21-16, 15-11 · Argentína (ARG) · Ana Gallay · María Zonta · 22-20, 21-16 · Egyesült Államok (USA) · Jennifer Kessy · April Ross · 19-21, 21-19, 17-19 | 2.         |                   | Olaszország (ITA) · Greta Cicolari · Marta Menegatti · 15-21, 15-21 | kiesett           | kiesett           | kiesett           | 9.       |

## Sportlövészet
Férfi
| Versenyző         | Versenyszám           | Selejtező | Selejtező | Döntő   | Döntő    |
| Versenyző         | Versenyszám           | Pont      | Helyezés  | Pont    | Helyezés |
| ----------------- | --------------------- | --------- | --------- | ------- | -------- |
| Pablo Carrera     | Légpisztoly           | 585       | 4.        | 683,3   | 6.       |
| Pablo Carrera     | Szabadpisztoly        | 554       | 22.       | kiesett | kiesett  |
| Jorge Llames      | Gyorstüzelő pisztoly  | 579       | 11.       | kiesett | kiesett  |
| Javier López      | Légpuska              | 588       | 41.       | kiesett | kiesett  |
| Javier López      | Sportpuska, összetett | 1151      | 36.       | kiesett | kiesett  |
| Javier López      | Sportpuska, fekvő     | 589       | 35.       | kiesett | kiesett  |
| Alberto Fernández | Trap                  | 116       | 25.       | kiesett | kiesett  |
| Jesús Serrano     | Trap                  | 123       | 3.        | 144     | 5.       |
| Juan Aramburu     | Skeet                 | 115       | 23.       | kiesett | kiesett  |

Női
| Versenyző      | Versenyszám   | Selejtező | Selejtező | Döntő   | Döntő    |
| Versenyző      | Versenyszám   | Pont      | Helyezés  | Pont    | Helyezés |
| -------------- | ------------- | --------- | --------- | ------- | -------- |
| Sonia Franquet | Légpisztoly   | 378       | 26.       | kiesett | kiesett  |
| Sonia Franquet | Sportpisztoly | 579       | 22.       | kiesett | kiesett  |
| Fátima Gálvez  | Trap          | 70        | 6.        | 87      | 5.       |

## Súlyemelés
Férfi
| Versenyző   | Versenyszám | Szakítás | Szakítás | Lökés    | Lökés    | Összesen | Helyezés |
| Versenyző   | Versenyszám | Eredmény | Helyezés | Eredmény | Helyezés | Összesen | Helyezés |
| ----------- | ----------- | -------- | -------- | -------- | -------- | -------- | -------- |
| Andrés Mata | 77 kg       | 150      | 8.       | 188      | 6.       | 338      | 6.       |

Női
| Versenyző      | Versenyszám | Szakítás | Szakítás | Lökés    | Lökés    | Összesen | Helyezés |
| Versenyző      | Versenyszám | Eredmény | Helyezés | Eredmény | Helyezés | Összesen | Helyezés |
| -------------- | ----------- | -------- | -------- | -------- | -------- | -------- | -------- |
| Lidia Valentín | 75 kg       | 120      | 4.       | 145      | 4.       | 265      | 4.       |

## Szinkronúszás
| Versenyző | Versenyszám | Technikai gyakorlat | Technikai gyakorlat | Selejtező        | Selejtező        | Selejtező  | Selejtező  | Döntő            | Döntő            | Döntő      | Döntő      | Helyezés |
| Versenyző | Versenyszám | Technikai gyakorlat | Technikai gyakorlat | Szabad gyakorlat | Szabad gyakorlat | Összesítés | Összesítés | Szabad gyakorlat | Szabad gyakorlat | Összesítés | Összesítés | Helyezés |
| Versenyző | Versenyszám | Pont                | Hely.               | Pont             | Hely.            | Pont       | Hely.      | Pont             | Hely.            | Pont       | Hely.      | Helyezés |
| --- | ----------- | ------------------- | ------------------- | ---------------- | ---------------- | ---------- | ---------- | ---------------- | ---------------- | ---------- | ---------- | -------- |
| Ona Carbonell Andrea Fuentes | Páros       | 96,000              | 3.                  | 96,590           | 3.               | 192,590    | 3.         | 96,900           | 2.               | 192,900    | 2.         |          |
| Clara Basiana Alba Cabello Ona Carbonell Margalida Crespí Andrea Fuentes Thaïs Henríquez Paula Klamburg Irene Montrucchio Laia Pons | Csapat      | 96,200              | 3.                  |                  |                  |            |            | 96,920           | 3.               | 193,120    | 3.         |          |

## Taekwondo
Férfi
| Versenyző      | Versenyszám | Nyolcaddöntő              | Negyeddöntő                 | Elődöntő                    | Vigaszág elődöntő | Bronz- mérkőzés   | Döntő                            | Helyezés |
| Versenyző      | Versenyszám | Ellenfél Eredmény         | Ellenfél Eredmény           | Ellenfél Eredmény           | Ellenfél Eredmény | Ellenfél Eredmény | Ellenfél Eredmény                | Helyezés |
| -------------- | ----------- | ------------------------- | --------------------------- | --------------------------- | ----------------- | ----------------- | -------------------------------- | -------- |
| Joel González  | Légsúly     | Uno Sanli (SWE) · 7-6     | Safwan Khalil (AUS) · 5-3   | Óscar Muñoz (COL) · 13-4    |                   |                   | I Dehun (KOR) · 17-8             |          |
| Nicolás García | Váltósúly   | Juszof Karami (IRI) · 8-2 | Lutalo Muhammad (GBR) · 7-3 | Mauro Sarmiento (ITA) · 2-1 |                   |                   | Sebastián Crismanich (ARG) · 0-1 |          |

Női
| Versenyző      | Versenyszám | Nyolcaddöntő                  | Negyeddöntő                | Elődöntő                      | Vigaszág elődöntő | Bronz- mérkőzés   | Döntő                 | Helyezés |
| Versenyző      | Versenyszám | Ellenfél Eredmény             | Ellenfél Eredmény          | Ellenfél Eredmény             | Ellenfél Eredmény | Ellenfél Eredmény | Ellenfél Eredmény     | Helyezés |
| -------------- | ----------- | ----------------------------- | -------------------------- | ----------------------------- | ----------------- | ----------------- | --------------------- | -------- |
| Brigitte Yagüe | Légsúly     | Carolena Carstens (PAN) · 7-2 | Jannet Alegria (MEX) · 8-0 | Chanatip Sonkham (THA) · 10-9 |                   |                   | Wu Jingyu (CHN) · 1-8 |          |

## Tenisz
Férfi
| Versenyző                    | Versenyszám | 64-es főtábla                                | 32-es főtábla                                                                          | Nyolcaddöntő                                                     | Negyeddöntő                                              | Elődöntő                                                                    | Bronz- mérkőzés                                                          | Döntő             | Helyezés |
| Versenyző                    | Versenyszám | Ellenfél Eredmény                            | Ellenfél Eredmény                                                                      | Ellenfél Eredmény                                                | Ellenfél Eredmény                                        | Ellenfél Eredmény                                                           | Ellenfél Eredmény                                                        | Ellenfél Eredmény | Helyezés |
| ---------------------------- | ----------- | -------------------------------------------- | -------------------------------------------------------------------------------------- | ---------------------------------------------------------------- | -------------------------------------------------------- | --------------------------------------------------------------------------- | ------------------------------------------------------------------------ | ----------------- | -------- |
| Nicolás Almagro              | Egyes       | Viktor Troicki (SRB) · 6-4, 7-6(7–3)         | Alekszandr Bogomolov (RUS) · 6-2, 6-2                                                  | Steve Darcis (BEL) · 7-5, 6-3                                    | Andy Murray (GBR) · 4–6, 1–6                             | kiesett                                                                     | kiesett                                                                  | kiesett           | 5.       |
| David Ferrer                 | Egyes       | Vasek Pospisil (CAN) · 6-4, 6-4              | Blaž Kavčič (SLO) · 6-2, 6-2                                                           | Nisikori Kei (JPN) · 0–6, 6-3, 4–6                               | kiesett                                                  | kiesett                                                                     | kiesett                                                                  | kiesett           | 9.       |
| Feliciano López              | Egyes       | Dmitrij Turszunov (RUS) · 6-7(5–7), 6-2, 9-7 | Juan Mónaco (ARG) · 6-4, 6-4                                                           | Jo-Wilfried Tsonga (FRA) · 6-7(5–7), 4–6                         | kiesett                                                  | kiesett                                                                     | kiesett                                                                  | kiesett           | 9.       |
| Fernando Verdasco            | Egyes       | Denis Istomin (UZB) · 4-6, 6–7(9–11)         | kiesett                                                                                | kiesett                                                          | kiesett                                                  | kiesett                                                                     | kiesett                                                                  | kiesett           | 33.      |
| David Ferrer Feliciano López | Páros       |                                              | Lengyelország (POL) · Mariusz Fyrstenberg · Marcin Matkowski · 7-6(9–7), 6-7(6–8), 8-6 | Ausztria (AUT) · Jürgen Melzer · Alexander Peya · 6-3, 3-6, 11-9 | Horvátország (CRO) · Marin Čilić · Ivan Dodig · 6-4, 6-4 | Franciaország (FRA) · Michaël Llodra · Jo-Wilfried Tsonga · 3-6, 6-4, 16-18 | Franciaország (FRA) · Julien Benneteau · Richard Gasquet · 6-7(4–7), 2-6 |                   | 4.       |
| Marcel Granollers            | Páros       |                                              | Izrael (ISR) · Jonathan Erlich · Andi Rám · 6-7(5–7), 6-7(3–7)                         | kiesett                                                          | kiesett                                                  | kiesett                                                                     | kiesett                                                                  | kiesett           | 17.      |

Női
| Versenyző                                          | Versenyszám | 64-es főtábla                          | 32-es főtábla                                                             | Nyolcaddöntő                                   | Negyeddöntő       | Elődöntő          | Bronz- mérkőzés   | Döntő             | Helyezés |
| Versenyző                                          | Versenyszám | Ellenfél Eredmény                      | Ellenfél Eredmény                                                         | Ellenfél Eredmény                              | Ellenfél Eredmény | Ellenfél Eredmény | Ellenfél Eredmény | Ellenfél Eredmény | Helyezés |
| -------------------------------------------------- | ----------- | -------------------------------------- | ------------------------------------------------------------------------- | ---------------------------------------------- | ----------------- | ----------------- | ----------------- | ----------------- | -------- |
| María José Martínez Sánchez                        | Egyes       | Polona Hercog (SLO) · 6-2, 6-4         | Viktorija Azaranka (BLR) · 1-6, 2-6                                       | kiesett                                        | kiesett           | kiesett           | kiesett           | kiesett           | 17.      |
| Anabel Medina Garrigues                            | Egyes       | Yanina Wickmayer (BEL) · 2-6, 6-4, 5-7 | kiesett                                                                   | kiesett                                        | kiesett           | kiesett           | kiesett           | kiesett           | 33.      |
| Carla Suárez Navarro                               | Egyes       | Samantha Stosur (AUS) · 3-6, 7-5, 10-8 | Kim Clijsters (BEL) · 3-6, 3-6                                            | kiesett                                        | kiesett           | kiesett           | kiesett           | kiesett           | 17.      |
| Silvia Soler Espinosa                              | Egyes       | Heather Watson (GBR) · 2-6, 2-6        | kiesett                                                                   | kiesett                                        | kiesett           | kiesett           | kiesett           | kiesett           | 33.      |
| Nuria Llagostera Vives María José Martínez Sánchez | Páros       |                                        | Ausztrália (AUS) · Casey Dellacqua · Samantha Stosur · 6-1, 6-1           | Kína (CHN) · Peng Suaj · Cseng Csie · 4-6, 2-6 | kiesett           | kiesett           | kiesett           | kiesett           | 9.       |
| Anabel Medina Garrigues Arantxa Parra Santonja     | Páros       |                                        | Olaszország (ITA) · Flavia Pennetta · Francesca Schiavone · 6-7(4–7), 4-6 | kiesett                                        | kiesett           | kiesett           | kiesett           | kiesett           | 17.      |

## Tollaslabda
| Versenyző      | Versenyszám | Csoportkör                                                                                | Csoportkör | Nyolcaddöntő      | Negyeddöntő       | Elődöntő          | Bronz- mérkőzés   | Döntő             | Helyezés |
| Versenyző      | Versenyszám | Ellenfél Eredmény                                                                         | Hely.      | Ellenfél Eredmény | Ellenfél Eredmény | Ellenfél Eredmény | Ellenfél Eredmény | Ellenfél Eredmény | Helyezés |
| -------------- | ----------- | ----------------------------------------------------------------------------------------- | ---------- | ----------------- | ----------------- | ----------------- | ----------------- | ----------------- | -------- |
| Pablo Abián    | Férfi egyes | O csoport · Taufik Hidayat (INA) · 20-22, 11-21 · Petr Koukal (CZE) · 21-17, 16-21, 21-16 | 2.         | kiesett           | kiesett           | kiesett           | kiesett           | kiesett           | 17.      |
| Carolina Marín | Női egyes   | L csoport · Li Xuerui (CHN) · 13-21, 11-21 · Claudia Rivero (PER) · 21-17, 21-7           | 2.         | kiesett           | kiesett           | kiesett           | kiesett           | kiesett           | 17.      |

## Torna
Férfi
| Versenyző                                                           | Versenyszám      | Selejtező | Selejtező | Döntő    | Döntő    |
| Versenyző                                                           | Versenyszám      | Pontszám  | Helyezés  | Pontszám | Helyezés |
| ------------------------------------------------------------------- | ---------------- | --------- | --------- | -------- | -------- |
| Isaac Botella                                                       | Talaj            | 14,033    | 52.       | kiesett  | kiesett  |
| Isaac Botella                                                       | Ugrás            | 15,833    | 7.        | 15,866   | 6.       |
| Isaac Botella                                                       | Lólengés         | 12,900    | 51.*      | kiesett  | kiesett  |
| Javier Gómez                                                        | Talaj            | 14,833    | 23.       | kiesett  | kiesett  |
| Javier Gómez                                                        | Korlát           | 15,066    | 21.       | kiesett  | kiesett  |
| Javier Gómez                                                        | Nyújtó           | 14,533    | 27.       | kiesett  | kiesett  |
| Javier Gómez                                                        | Gyűrű            | 13,900    | 58.       | kiesett  | kiesett  |
| Javier Gómez                                                        | Lólengés         | 13,833    | 35.       | kiesett  | kiesett  |
| Javier Gómez                                                        | Egyéni összetett | 88,123    | 16.       | 84,431   | 23.      |
| Fabián González                                                     | Talaj            | 15,266    | 13.       | kiesett  | kiesett  |
| Fabián González                                                     | Korlát           | 13,333    | 67.       | kiesett  | kiesett  |
| Fabián González                                                     | Nyújtó           | 15,000    | 13.       | kiesett  | kiesett  |
| Fabián González                                                     | Gyűrű            | 14,033    | 53.*      | kiesett  | kiesett  |
| Fabián González                                                     | Lólengés         | 14,733    | 13.       | kiesett  | kiesett  |
| Fabián González                                                     | Egyéni összetett | 88,365    | 15.       | 88,998   | 9.       |
| Rubén López                                                         | Korlát           | 14,733    | 29.       | kiesett  | kiesett  |
| Rubén López                                                         | Nyújtó           | 14,300    | 34.       | kiesett  | kiesett  |
| Rubén López                                                         | Gyűrű            | 14,900    | 22.       | kiesett  | kiesett  |
| Sergio Muñoz                                                        | Talaj            | 14,600    | 32.       | kiesett  | kiesett  |
| Sergio Muñoz                                                        | Korlát           | 13,833    | 55.       | kiesett  | kiesett  |
| Sergio Muñoz                                                        | Nyújtó           | 13,266    | 61.       | kiesett  | kiesett  |
| Sergio Muñoz                                                        | Gyűrű            | 13,966    | 56.       | kiesett  | kiesett  |
| Sergio Muñoz                                                        | Lólengés         | 14,000    | 31.       | kiesett  | kiesett  |
| Sergio Muñoz                                                        | Egyéni összetett | 85,665    | 26.       | kiesett  | kiesett  |
| Isaac Botella Javier Gómez Fabián González Rubén López Sergio Muñoz | Csapat összetett | 265,587   | 9.        | kiesett  | kiesett  |

Női
| Versenyző          | Versenyszám      | Selejtező | Selejtező | Döntő    | Döntő    |
| Versenyző          | Versenyszám      | Pontszám  | Helyezés  | Pontszám | Helyezés |
| ------------------ | ---------------- | --------- | --------- | -------- | -------- |
| Ana María Izurieta | Talaj            | 14,133    | 18.       | kiesett  | kiesett  |
| Ana María Izurieta | Felemás korlát   | 12,600    | 62.       | kiesett  | kiesett  |
| Ana María Izurieta | Gerenda          | 12,000    | 69.       | kiesett  | kiesett  |
| Ana María Izurieta | Egyéni összetett | 53,533    | 33.       | kiesett  | kiesett  |

* - egy másik versenyzővel azonos eredményt ért el

### Ritmikus gimnasztika
| Versenyző          | Versenyszám | Selejtező | Selejtező | Selejtező | Selejtező | Selejtező | Selejtező | Selejtező | Selejtező | Selejtező | Selejtező | Döntő   | Döntő   | Döntő   | Döntő   | Döntő    | Döntő    | Döntő   | Döntő   | Döntő    | Döntő    | Helyezés |
| Versenyző          | Versenyszám | Karika    | Karika    | Labda     | Labda     | Buzogány  | Buzogány  | Szalag    | Szalag    | Összesen  | Összesen  | Karika  | Karika  | Labda   | Labda   | Buzogány | Buzogány | Szalag  | Szalag  | Összesen | Összesen | Helyezés |
| Versenyző          | Versenyszám | Pont      | Hely.     | Pont      | Hely.     | Pont      | Hely.     | Pont      | Hely.     | Pont      | Hely.     | Pont    | Hely.   | Pont    | Hely.   | Pont     | Hely.    | Pont    | Hely.   | Pont     | Hely.    | Helyezés |
| ------------------ | ----------- | --------- | --------- | --------- | --------- | --------- | --------- | --------- | --------- | --------- | --------- | ------- | ------- | ------- | ------- | -------- | -------- | ------- | ------- | -------- | -------- | -------- |
| Carolina Rodríguez | Egyéni      | 26,900    | 15.       | 26,625    | 14.       | 27,175    | 14.       | 26,100    | 17.       | 106,800   | 14.       | kiesett | kiesett | kiesett | kiesett | kiesett  | kiesett  | kiesett | kiesett | kiesett  | kiesett  | 14.      |

| Versenyző                                                                                      | Versenyszám | Selejtező | Selejtező | Selejtező            | Selejtező            | Selejtező | Selejtező | Döntő   | Döntő   | Döntő                | Döntő                | Döntő    | Döntő    | Helyezés |
| Versenyző                                                                                      | Versenyszám | 5 labda   | 5 labda   | 3 szalag és 2 karika | 3 szalag és 2 karika | Összesen  | Összesen  | 5 labda | 5 labda | 3 szalag és 2 karika | 3 szalag és 2 karika | Összesen | Összesen | Helyezés |
| Versenyző                                                                                      | Versenyszám | Pont      | Hely.     | Pont                 | Hely.                | Pont      | Hely.     | Pont    | Hely.   | Pont                 | Hely.                | Pont     | Hely.    | Helyezés |
| ---------------------------------------------------------------------------------------------- | ----------- | --------- | --------- | -------------------- | -------------------- | --------- | --------- | ------- | ------- | -------------------- | -------------------- | -------- | -------- | -------- |
| Loreto Achaerandio Sandra Aguilar Elena López Lourdes Mohedano Alejandra Quereda Lidia Redondo | Csapat      | 27,150    | 5.        | 27,400               | 3.                   | 54,550    | 5.        | 27,400  | 5.      | 27,550               | 3.                   | 54,950   | 4.       | 4.       |

## Triatlon
| Versenyző           | Versenyszám | 1,5 km úszás | Depózás 1 | 40 km kerékpározás | Depózás 2 | 10 km futás | Összesítés | Összesítés |
| Versenyző           | Versenyszám | Idő          | Idő       | Idő                | Idő       | Idő         | Idő        | Helyezés   |
| ------------------- | ----------- | ------------ | --------- | ------------------ | --------- | ----------- | ---------- | ---------- |
| Mario Mola          | Férfi       | 18:09        | 0:38      | 59:40              | 0:29      | 30:27       | 1:49:23    | 19.        |
| Francisco Gómez     | Férfi       | 17:00        | 0:36      | 59:16              | 0:28      | 29:16       | 1:46:36    |            |
| José Miguel Pérez   | Férfi       | 18:07        | 0:40      | 59:40              | 0:29      | 30:57       | 1:49:53    | 24.        |
| Marina Damlaimcourt | Női         | 19:20        | 0:44      | 1:05:36            | 0:30      | 36:40       | 2:02:50    | 24.        |
| Ainhoa Murúa        | Női         | 19:21        | 0:39      | 1:05:37            | 0:32      | 34:47       | 2:00:56    | 7.         |
| Zuriñe Rodríguez    | Női         | 19:49        | 0:42      | 1:06:56            | 0:36      | 40:41       | 2:08:44    | 44.        |

## Úszás
Férfi
| Versenyző         | Versenyszám      | Előfutam | Előfutam | Előfutam | Elődöntő | Elődöntő | Elődöntő | Döntő     | Döntő    |
| Versenyző         | Versenyszám      | Idő      | Hely.    | Össz.    | Idő      | Hely.    | Össz.    | Idő       | Helyezés |
| ----------------- | ---------------- | -------- | -------- | -------- | -------- | -------- | -------- | --------- | -------- |
| Juan Miguel Rando | 100 m hát        | 54,93    | 7.       | 25.      | kiesett  | kiesett  | kiesett  | kiesett   | kiesett  |
| Aschwin Wildeboer | 100 m hát        | 54,36    | 4.       | 16.      | 53,99    | 7.       | 12.      | kiesett   | kiesett  |
| Aschwin Wildeboer | 200 m hát        | 2:00,02  | 4.       | 26.      | kiesett  | kiesett  | kiesett  | kiesett   | kiesett  |
| Kiko Hervás       | 10 km nyílt vízi |          |          |          |          |          |          | 1:53:27,8 | 23.      |

Női
| Versenyző                                                  | Versenyszám            | Előfutam | Előfutam | Előfutam | Elődöntő | Elődöntő | Elődöntő | Döntő     | Döntő    |
| Versenyző                                                  | Versenyszám            | Idő      | Hely.    | Össz.    | Idő      | Hely.    | Össz.    | Idő       | Helyezés |
| ---------------------------------------------------------- | ---------------------- | -------- | -------- | -------- | -------- | -------- | -------- | --------- | -------- |
| Melania Costa                                              | 200 m gyors            | 1:57,79  | 2.       | 4.*      | 1:57,76  | 5.       | 9.       | kiesett   | kiesett  |
| Melania Costa                                              | 400 m gyors            | 4:06,75  | 5.       | 9.       |          |          |          | kiesett   | kiesett  |
| Mireia Belmonte                                            | 400 m gyors            | 4:08,23  | 3.       | 13.      |          |          |          | kiesett   | kiesett  |
| Mireia Belmonte                                            | 200 m pillangó         | 2:08,19  | 3.       | 9.       | 2:06,62  | 2.       | 4.       | 2:05,25   |          |
| Mireia Belmonte                                            | 200 m vegyes           | 2:11,73  | 1.       | 6.       | 2:11,54  | 5.       | 10.      | kiesett   | kiesett  |
| Mireia Belmonte                                            | 400 m vegyes           | 4:34,70  | 3.       | 5.       |          |          |          | 4:35,62   | 8.       |
| Mireia Belmonte                                            | 800 m gyors            | 8:25,26  | 2.       | 4.       |          |          |          | 8:18,76   |          |
| Erika Villaecija                                           | 800 m gyors            | 8:27,99  | 4.       | 10.      |          |          |          | kiesett   | kiesett  |
| Erika Villaecija                                           | 10 km nyílt vízi       |          |          |          |          |          |          | 1:58:49,5 | 8.       |
| Duane Da Rocha                                             | 100 m hát              | 1:00,57  | 7.       | 18.*     | kiesett  | kiesett  | kiesett  | kiesett   | kiesett  |
| Duane Da Rocha                                             | 200 m hát              | 2:09,72  | 3.       | 10.      | 2:09,88  | 7.       | 13.      | kiesett   | kiesett  |
| Concepción Badillo                                         | 100 m mell             | 1:12,58  | 8.       | 39.      | kiesett  | kiesett  | kiesett  | kiesett   | kiesett  |
| Marina García                                              | 100 m mell             | 1:08,64  | 7.       | 25.      | kiesett  | kiesett  | kiesett  | kiesett   | kiesett  |
| Marina García                                              | 200 m mell             | 2:27,57  | 7.       | 20.      | kiesett  | kiesett  | kiesett  | kiesett   | kiesett  |
| Judit Ignacio                                              | 100 m pillangó         | 59,42    | 1.*      | 26.*     | kiesett  | kiesett  | kiesett  | kiesett   | kiesett  |
| Judit Ignacio                                              | 200 m pillangó         | 2:08,14  | 2.       | 7.       | 2:08,96  | 8.       | 15.      | kiesett   | kiesett  |
| Beatriz Gómez                                              | 200 m vegyes           | 2:13,93  | 4.       | 15.      | 2:15,12  | 8.       | 16.      | kiesett   | kiesett  |
| Claudia Dasca                                              | 400 m vegyes           | 4:46,80  | 8.       | 25.      |          |          |          | kiesett   | kiesett  |
| Melania Costa Patricia Castro Lidia Morant Mireia Belmonte | 4 × 200 m gyorsváltó   | 7:54,59  | 6.       | 10.      |          |          |          | kiesett   | kiesett  |
| Duane Da Rocha Marina García Judit Ignacio Melania Costa   | 4 × 100 m vegyes váltó | 4:03,05  | 7.       | 13.      |          |          |          | kiesett   | kiesett  |

* - egy másik versenyzővel azonos időt ért el

## Vitorlázás
Férfi
| Versenyző                      | Versenyszám        | Futam | Futam | Futam | Futam | Futam | Futam | Futam | Futam | Futam | Futam | Futam | Futam | Futam | Futam | Futam | Futam   | Pontszám | Helyezés |
| Versenyző                      | Versenyszám        | 1     | 2     | 3     | 4     | 5     | 6     | 7     | 8     | 9     | 10    | 11    | 12    | 13    | 14    | 15    | É       | Pontszám | Helyezés |
| ------------------------------ | ------------------ | ----- | ----- | ----- | ----- | ----- | ----- | ----- | ----- | ----- | ----- | ----- | ----- | ----- | ----- | ----- | ------- | -------- | -------- |
| Iván Pastor                    | Szörfvitorlázás    | 22    | 24    | 20    | (39*) | 19    | 25    | 8     | 25    | 2     | 5     |       |       |       |       |       | kiesett | 150      | 16.      |
| Javier Hernández               | Laser              | (34)  | 17    | 13    | 15    | 26    | 13    | 6     | 17    | 2     | 9     |       |       |       |       |       | kiesett | 118      | 12.      |
| Rafael Trujillo Villar         | Finn dingi         | 12    | 12    | 12    | (23)  | 7     | 4     | 15    | 1     | 13    | 4     |       |       |       |       |       | 6       | 86       | 8.       |
| Onán Barreiros                 | 470-es osztály     | 7     | 8     | 12    | (27)  | 24    | 6     | 10    | 13    | 15    | 9     |       |       |       |       |       | kiesett | 104      | 11.      |
| Xavier Fernández Iker Martínez | Könnyű 49-es dingi | 15    | 6     | 7     | 3     | 14    | (18)  | 3     | 15    | 12    | 14    | 8     | 14    | 8     | 15    | 12    | kiesett | 146      | 12.      |

Női
| Versenyző                   | Versenyszám     | Futam | Futam | Futam | Futam | Futam | Futam | Futam | Futam | Futam | Futam | Futam   | Pontszám | Helyezés |
| Versenyző                   | Versenyszám     | 1     | 2     | 3     | 4     | 5     | 6     | 7     | 8     | 9     | 10    | É       | Pontszám | Helyezés |
| --------------------------- | --------------- | ----- | ----- | ----- | ----- | ----- | ----- | ----- | ----- | ----- | ----- | ------- | -------- | -------- |
| Marina Alabau               | Szörfvitorlázás | 2     | 1     | 1     | 1     | 5     | 2     | 3     | (8)   | 6     | 3     | 2       | 26       |          |
| Alicia Cebrián              | Laser radial    | 15    | 11    | 14    | 9     | (24)  | 23    | 5     | 9     | 2     | 13    | kiesett | 101      | 11.      |
| Berta Betanzos Tara Pacheco | 470-es osztály  | 15    | 14    | 8     | (16)  | 13    | 8     | 11    | 4     | 7     | 13    | 8       | 101      | 10.      |

| Versenyző                                      | Versenyszám | Csoportkör | Csoportkör | Csoportkör | Csoportkör | Csoportkör | Csoportkör | Csoportkör | Csoportkör | Csoportkör | Csoportkör | Csoportkör | Csoportkör | Csoportkör | Kieséses szakasz          | Kieséses szakasz        | Kieséses szakasz       | Helyezés |
| Versenyző                                      | Versenyszám | GBR        | USA        | NZL        | RUS        | NED        | SWE        | FRA        | FIN        | AUS        | POR        | DEN        | Pont       | Hely.      | Negyeddöntő               | Elődöntő                | Döntő                  | Helyezés |
| ---------------------------------------------- | ----------- | ---------- | ---------- | ---------- | ---------- | ---------- | ---------- | ---------- | ---------- | ---------- | ---------- | ---------- | ---------- | ---------- | ------------------------- | ----------------------- | ---------------------- | -------- |
| Támara Echegoyen Sofia Prieto Ángela Pumariega | Elliott 6 m | 1-0        | 1-0        | 1-0        | 0-1        | 1-0        | 1-0        | 1-0        | 0-1        | 0-1        | 1-0        | 1-0        | 8          | 3.         | Franciaország (FRA) · 3-0 | Oroszország (RUS) · 2-1 | Ausztrália (AUS) · 3-2 |          |

* - korai rajt miatt kizárták

## Vízilabda

### Férfi
| Spanyol férfi vízilabdacsapat-játékoskeret                                                                          | Spanyol férfi vízilabdacsapat-játékoskeret                                                         |
| --- | -------------------------------------------------------------------------------------------------- |
| - Iñaki Aguilar - Albert Español - Mario José García - Xavier García - Daniel López - David Martín - Blai Mallarach | - Marc Minguell - Guillermo Molina - Felipe Perrone - Iván Pérez - Szirányi Balázs - Xavier Vallès |

#### Eredmények
Csoportkör
A csoport
| Csapat              | M | Gy | D | V | G+ | G– | Gk  | P  |
| ------------------- | - | -- | - | - | -- | -- | --- | -- |
| Horvátország (CRO)  | 5 | 5  | 0 | 0 | 50 | 29 | +21 | 10 |
| Olaszország (ITA)   | 5 | 3  | 1 | 1 | 40 | 36 | +4  | 7  |
| Spanyolország (ESP) | 5 | 3  | 0 | 2 | 52 | 42 | +10 | 6  |
| Ausztrália (AUS)    | 5 | 2  | 0 | 3 | 40 | 44 | −4  | 4  |
| Görögország (GRE)   | 5 | 1  | 1 | 3 | 41 | 43 | −2  | 3  |
| Kazahsztán (KAZ)    | 5 | 0  | 0 | 5 | 24 | 53 | −29 | 0  |

| 2012. július 29. 11:20 (12:20) | Kazahsztán (KAZ)     | 6–14        | Spanyolország (ESP) | Water Polo Arena, London Játékvezetők: Marijo Brguljan (MNE), Ulrich Spiegel (GER) |
| 2012. július 29. 11:20 (12:20) | (2–4, 1–5, 1–3, 2–2) |             |                     | Water Polo Arena, London Játékvezetők: Marijo Brguljan (MNE), Ulrich Spiegel (GER) |
| 2012. július 29. 11:20 (12:20) | Usakov, Gubarjov 2   | Jegyzőkönyv | Perrone 5           | Water Polo Arena, London Játékvezetők: Marijo Brguljan (MNE), Ulrich Spiegel (GER) |

| 2012. július 31. 15:30 (16:30) | Horvátország (CRO)   | 8–7         | Spanyolország (ESP) | Water Polo Arena, London Játékvezetők: Boris Margeta (SLO), Radoslaw Koryzna (POL) |
| 2012. július 31. 15:30 (16:30) | (2–1, 3–2, 2–4, 1–0) |             |                     | Water Polo Arena, London Játékvezetők: Boris Margeta (SLO), Radoslaw Koryzna (POL) |
| 2012. július 31. 15:30 (16:30) | Sukno, Dobud 2       | Jegyzőkönyv | Español 4           | Water Polo Arena, London Játékvezetők: Boris Margeta (SLO), Radoslaw Koryzna (POL) |

| 2012. augusztus 2. 10:00 (11:00) | Spanyolország (ESP)  | 13–9        | Ausztrália (AUS) | Water Polo Arena, London Játékvezetők: Mihajlo Ćirić (SRB), Steven Rotsart (USA) |
| 2012. augusztus 2. 10:00 (11:00) | (2–1, 3–3, 4–1, 4–4) |             |                  | Water Polo Arena, London Játékvezetők: Mihajlo Ćirić (SRB), Steven Rotsart (USA) |
| 2012. augusztus 2. 10:00 (11:00) | három játékos 2      | Jegyzőkönyv | Miller 5         | Water Polo Arena, London Játékvezetők: Mihajlo Ćirić (SRB), Steven Rotsart (USA) |

| 2012. augusztus 4. 14:10 (15:10) | Görögország (GRE)    | 9–11        | Spanyolország (ESP) | Water Polo Arena, London Játékvezetők: Marijo Brguljan (MNE), Adrian Alexandrescu (ROU) |
| 2012. augusztus 4. 14:10 (15:10) | (3–4, 2–4, 2–1, 2–3) |             |                     | Water Polo Arena, London Játékvezetők: Marijo Brguljan (MNE), Adrian Alexandrescu (ROU) |
| 2012. augusztus 4. 14:10 (15:10) | Delakász 3           | Jegyzőkönyv | három játékos 3     | Water Polo Arena, London Játékvezetők: Marijo Brguljan (MNE), Adrian Alexandrescu (ROU) |

| 2012. augusztus 6. 19:40 (20:40) | Spanyolország (ESP)  | 7–10        | Olaszország (ITA) | Water Polo Arena, London Játékvezetők: Adrian Alexandrescu (ROU), Dragan Stampalija (CRO) |
| 2012. augusztus 6. 19:40 (20:40) | (0–2, 3–4, 2–1, 3–2) |             |                   | Water Polo Arena, London Játékvezetők: Adrian Alexandrescu (ROU), Dragan Stampalija (CRO) |
| 2012. augusztus 6. 19:40 (20:40) | Español 3            | Jegyzőkönyv | Premuš 3          | Water Polo Arena, London Játékvezetők: Adrian Alexandrescu (ROU), Dragan Stampalija (CRO) |

Negyeddöntő
| 2012. augusztus 8. 14:30 (15:30) | Spanyolország (ESP)  | 9–11        | Montenegró (MNE) | Water Polo Arena, London Játékvezetők: Adrian Alexandrescu (ROU), Ulrich Spiegel (GER) |
| 2012. augusztus 8. 14:30 (15:30) | (4–4, 1–3, 1–3, 3–1) |             |                  | Water Polo Arena, London Játékvezetők: Adrian Alexandrescu (ROU), Ulrich Spiegel (GER) |
| 2012. augusztus 8. 14:30 (15:30) | Vallès, Minguell 2   | Jegyzőkönyv | Zloković 4       | Water Polo Arena, London Játékvezetők: Adrian Alexandrescu (ROU), Ulrich Spiegel (GER) |

Az 5–8. helyért
| 2012. augusztus 10. 14:20 (15:20) | Egyesült Államok (USA) | 7–8         | Spanyolország (ESP) | Water Polo Arena, London Játékvezetők: Marijo Brguljan (MNE), Juhász György (HUN) |
| 2012. augusztus 10. 14:20 (15:20) | (1–3, 1–2, 2–1, 3–2)   |             |                     | Water Polo Arena, London Játékvezetők: Marijo Brguljan (MNE), Juhász György (HUN) |
| 2012. augusztus 10. 14:20 (15:20) | Powers, Beaubien 2     | Jegyzőkönyv | Perrone 3           | Water Polo Arena, London Játékvezetők: Marijo Brguljan (MNE), Juhász György (HUN) |

Az 5. helyért
| 2012. augusztus 12. 11:40 (12:40) | Spanyolország (ESP)  | 8–14        | Magyarország (HUN) | Water Polo Arena, London Játékvezetők: Marijo Brguljan (MNE), Alan Balfanbajev (KAZ) |
| 2012. augusztus 12. 11:40 (12:40) | (1–4, 2–3, 1–5, 4–2) |             |                    | Water Polo Arena, London Játékvezetők: Marijo Brguljan (MNE), Alan Balfanbajev (KAZ) |
| 2012. augusztus 12. 11:40 (12:40) | Minguell 3           | Jegyzőkönyv | hat játékos 2      | Water Polo Arena, London Játékvezetők: Marijo Brguljan (MNE), Alan Balfanbajev (KAZ) |

| Csapat              | Helyezés |
| ------------------- | -------- |
| Spanyolország (ESP) | 6.       |

### Női
| Spanyol női vízilabdacsapat-játékoskeret                                                              | Spanyol női vízilabdacsapat-játékoskeret                                                                 |
| --- | --- |
| - Marta Bach - Andrea Blas - Ana Copado - Anni Espar - Laura Ester - María García Godoy - Laura López | - Ona Meseguer - Lorena Miranda - Matilde Ortiz - Jennifer Pareja - María del Pilar Peña - Roser Tarragó |

#### Eredmények
Csoportkör
A csoport
| Csapat                 | M | Gy | D | V | G+ | G– | Gk | P |
| ---------------------- | - | -- | - | - | -- | -- | -- | - |
| Spanyolország (ESP)    | 3 | 2  | 1 | 0 | 33 | 26 | +7 | 5 |
| Egyesült Államok (USA) | 3 | 2  | 1 | 0 | 30 | 28 | +2 | 5 |
| Magyarország (HUN)     | 3 | 1  | 0 | 2 | 35 | 37 | −2 | 2 |
| Kína (CHN)             | 3 | 0  | 0 | 3 | 22 | 29 | −7 | 0 |

| 2012. július 30. 15:30 (16:30) | Spanyolország (ESP)  | 11–6        | Kína (CHN)     | Water Polo Arena, London Játékvezetők: Alan Balfanbajev (KAZ), Cory Williams (NZL) |
| 2012. július 30. 15:30 (16:30) | (2–2, 4–2, 4–2, 1–0) |             |                | Water Polo Arena, London Játékvezetők: Alan Balfanbajev (KAZ), Cory Williams (NZL) |
| 2012. július 30. 15:30 (16:30) | Espar 3              | Jegyzőkönyv | Ma Huan-huan 3 | Water Polo Arena, London Játékvezetők: Alan Balfanbajev (KAZ), Cory Williams (NZL) |

| 2012. augusztus 1. 18:20 (19:20) | Spanyolország (ESP)  | 9–9         | Egyesült Államok (USA) | Water Polo Arena, London Játékvezetők: Marie Deslieres (CAN), Anton Bervoets (NED) |
| 2012. augusztus 1. 18:20 (19:20) | (3–1, 2–2, 1–4, 3–2) |             |                        | Water Polo Arena, London Játékvezetők: Marie Deslieres (CAN), Anton Bervoets (NED) |
| 2012. augusztus 1. 18:20 (19:20) | Pareja 4             | Jegyzőkönyv | Craig 4                | Water Polo Arena, London Játékvezetők: Marie Deslieres (CAN), Anton Bervoets (NED) |

| 2012. augusztus 3. 15:30 (16:30) | Spanyolország (ESP)  | 13–11       | Magyarország (HUN) | Water Polo Arena, London Játékvezetők: Massimiliano Caputi (ITA), Szvetlana Dreval (RUS) |
| 2012. augusztus 3. 15:30 (16:30) | (4–3, 3–2, 3–2, 3–4) |             |                    | Water Polo Arena, London Játékvezetők: Massimiliano Caputi (ITA), Szvetlana Dreval (RUS) |
| 2012. augusztus 3. 15:30 (16:30) | Espar 3              | Jegyzőkönyv | Antal 4            | Water Polo Arena, London Játékvezetők: Massimiliano Caputi (ITA), Szvetlana Dreval (RUS) |

Negyeddöntő
| 2012. augusztus 5. 20:20 (21:20) | Spanyolország (ESP)  | 9–7         | Nagy-Britannia (GBR) | Water Polo Arena, London Játékvezetők: Cory Williams (NZL), Gus Pinker (RSA) |
| 2012. augusztus 5. 20:20 (21:20) | (3–2, 3–0, 2–3, 1–2) |             |                      | Water Polo Arena, London Játékvezetők: Cory Williams (NZL), Gus Pinker (RSA) |
| 2012. augusztus 5. 20:20 (21:20) | Miranda, Espar 2     | Jegyzőkönyv | Painter-Snell 3      | Water Polo Arena, London Játékvezetők: Cory Williams (NZL), Gus Pinker (RSA) |

Elődöntő
| 2012. augusztus 7. 19:40 (20:40) | Magyarország (HUN)   | 9–10        | Spanyolország (ESP) | Water Polo Arena, London Játékvezetők: Dragan Stampalija (CRO), Massimiliano Caputi (ITA) |
| 2012. augusztus 7. 19:40 (20:40) | (1–2, 4–5, 2–2, 2–1) |             |                     | Water Polo Arena, London Játékvezetők: Dragan Stampalija (CRO), Massimiliano Caputi (ITA) |
| 2012. augusztus 7. 19:40 (20:40) | három játékos 2      | Jegyzőkönyv | Espar 4             | Water Polo Arena, London Játékvezetők: Dragan Stampalija (CRO), Massimiliano Caputi (ITA) |

Döntő
| 2012. augusztus 9. 20:00 (21:00) | Egyesült Államok (USA) | 8–5         | Spanyolország (ESP) | Water Polo Arena, London Játékvezetők: Marie Deslieres (CAN), Georgios Stavridis (GRE) |
| 2012. augusztus 9. 20:00 (21:00) | (1–1, 4–1, 2–0, 1–3)   |             |                     | Water Polo Arena, London Játékvezetők: Marie Deslieres (CAN), Georgios Stavridis (GRE) |
| 2012. augusztus 9. 20:00 (21:00) | Steffens 5             | Jegyzőkönyv | Pareja 3            | Water Polo Arena, London Játékvezetők: Marie Deslieres (CAN), Georgios Stavridis (GRE) |

| Csapat              | Helyezés |
| ------------------- | -------- |
| Spanyolország (ESP) |          |